# St-Michel (La Garde-Adhémar)

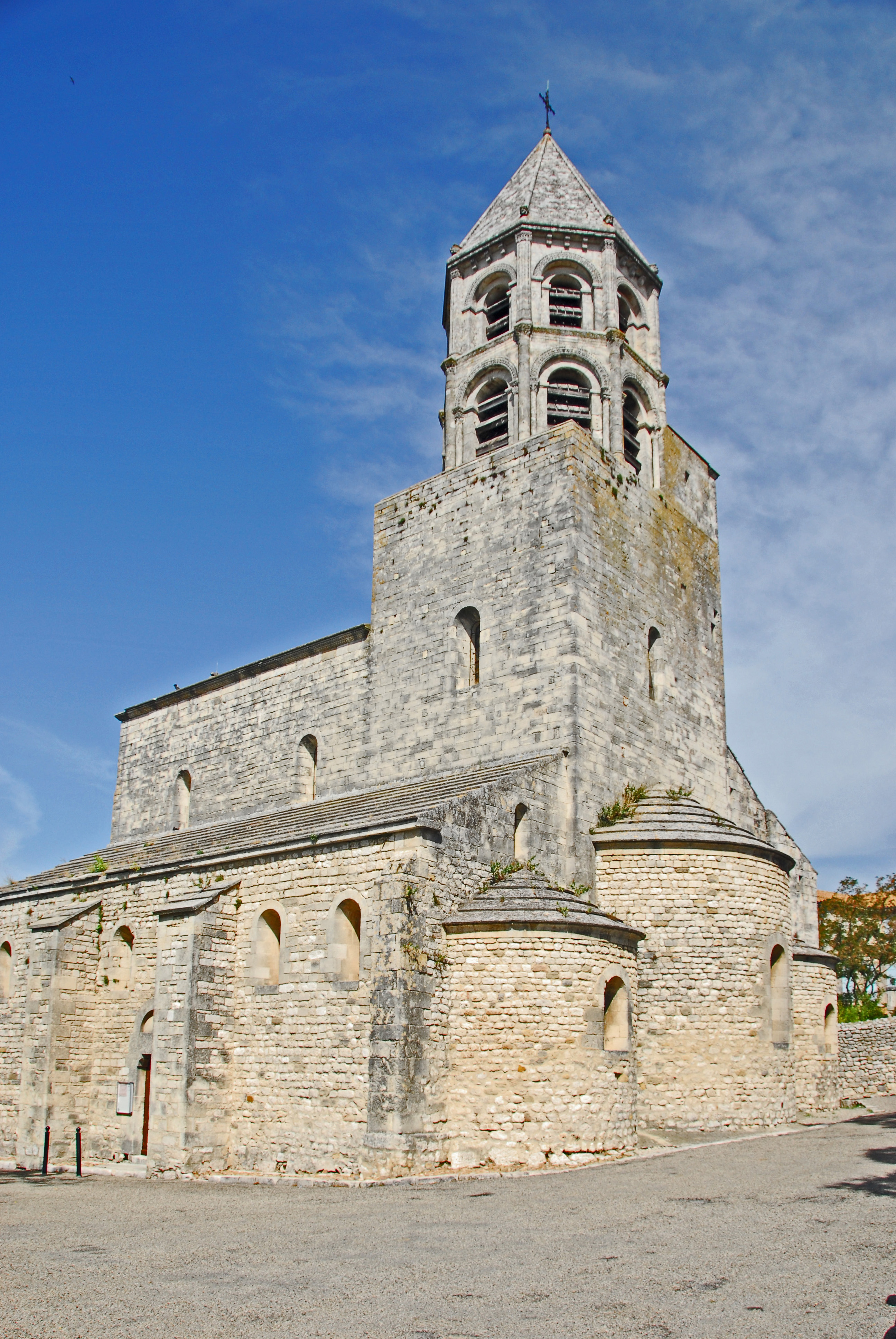
Ansicht von Süd-Ost

Die katholische Pfarrkirche Saint-Michel befindet sich in La Garde-Adhémar, einer französischen Gemeinde im Département Drôme in der Landschaft Dauphiné in der Region Auvergne-Rhône-Alpes. Die Altstadt krönt den aus der Rhoneebene steil aufragenden Hügel, der zirka zwei Kilometer östlich eines Seitenarms der Rhone und etwa zwanzig Kilometer südlich der Stadt Montélimar liegt.

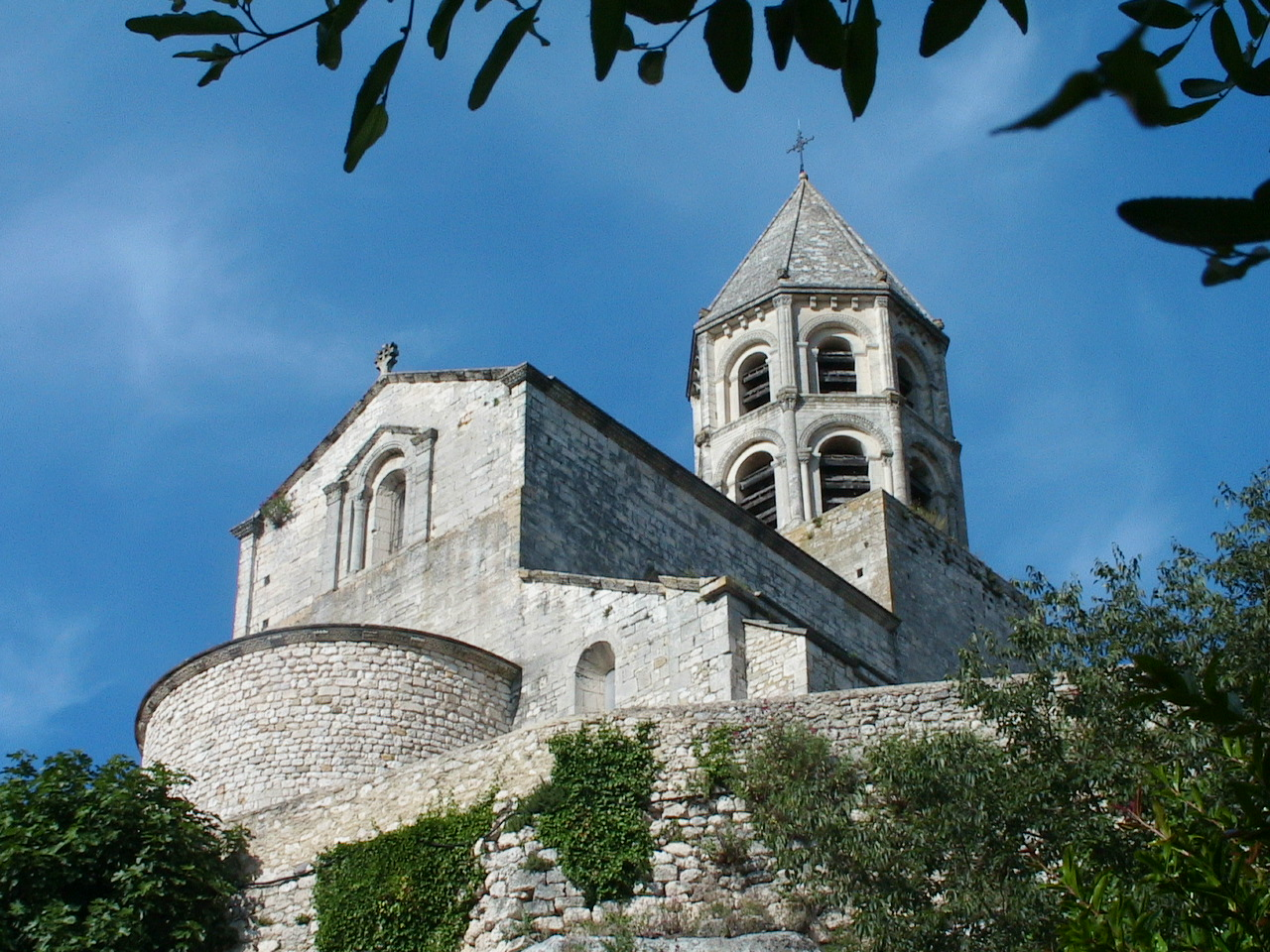
Ansicht von Südwesten

## Geschichte
Die heutige Gemeinde La Garde Adhemar wurde nach den verheerenden Sarazeneneinfällen, vermutlich im 10./11. Jahrhundert, auf dem Gipfel des Hügels gegründet, die vorher an dessen Fuße angesiedelt war. Aus dieser Zeit stammen offensichtlich auch die teils gut erhaltenen Reste der Befestigungsanlagen. Während des Mittelalters war sie eine wichtige Festung der Familie Adhémar.
Noch vor dem Bau der heutigen Kirche bestand auf dem Hügel bereits eine Kapelle, die in einer päpstlichen Bulle aus dem Jahr 1105 als dort befindlich genannt wird.
Die Errichtung der Kirche wird um die Mitte des 12. Jahrhunderts datiert. Sie kann als Paradebeispiel provençalischer Romanik gelten, obgleich sie strenggenommen am Rande der Dauphiné liegt.
Die dem Erzengel Michael geweihte Kirche gehörte zu einem Priorat der Benediktinerabtei in Tournus. Die südseitige Tür im Joch zwei des Seitenschiffs könnte auf ehemalige Konventsgebäude hindeuten, die dort angebaut waren.
Die Kirche ist seit 1862 ein geschütztes Baudenkmal (Monument historique).

## Gebäude
Abmessungen ohne Strebepfeiler:

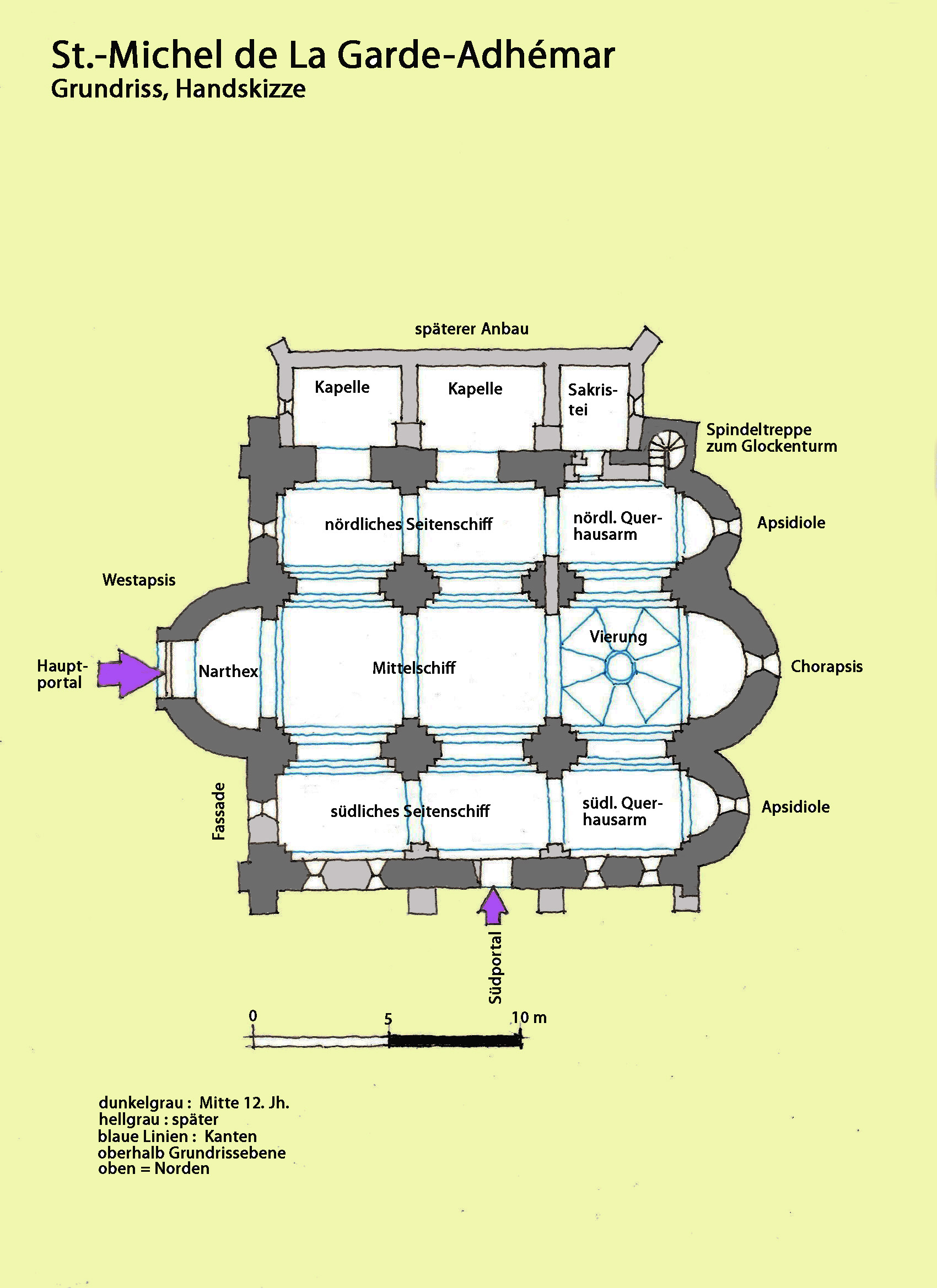
St-Michel de La Garde-Adhémar, Grundriss, Handskizze

aus Grundriss entnommen und hochgerechnet
- Länge über alles: 23,10 m
- Breite Langhaus: 16,40 m
- Breite Mittelschiff innen: 3,70 m
- Höhe Mittelschiff: 14 m

### Äußere Erscheinung
Das helle Werksteinmauerwerk ist überwiegend aus mittelgroßen Formaten im regelmäßigen Verband ohne Mörtel gefügt. Die Bauteilecken und Fensterkanten sind aus größeren Werksteinen in abwechselnder Länge verstärkt. Das südliche Seitenschiff und die Apsiden sind kleinformatiger in regelmäßigem Schichtenverband mit Mörtel gemauert.

#### Langhaus
Das dreischiffige und zweijochige Langhaus reicht von der westlichen Fassade bis zum Querhaus mit Vierung und Glockenturm.
Das Mittelschiff ragt deutlich über die Pultdächer der Seitenschiffe hinaus und ist mit einem Satteldach knapp unter dreißig Grad Neigung abgedeckt. Die Dachflächen sind mit grauen Steinplatten eingedeckt, deren Traufplatten auf einem kräftig ausladenden Traufgesims aufliegen und leicht darüber hinauskragen. Die Sichtseite des Gesimses ist breit abgeschrägt und mit einem dreistufig leicht profilierten Ornament sich wiederholender kleinformatiger geometrischer Formen geschmückt. Die Traufgesimse werden an ihren Enden in Wanddicke waagerecht auf die Fassade herumgeführt und gehen dann in die etwa gleich geformten schrägen Ortganggesimse über, die allerdings mit anderen sehr feingliedrigen floralen Ornamenten dekoriert sind.

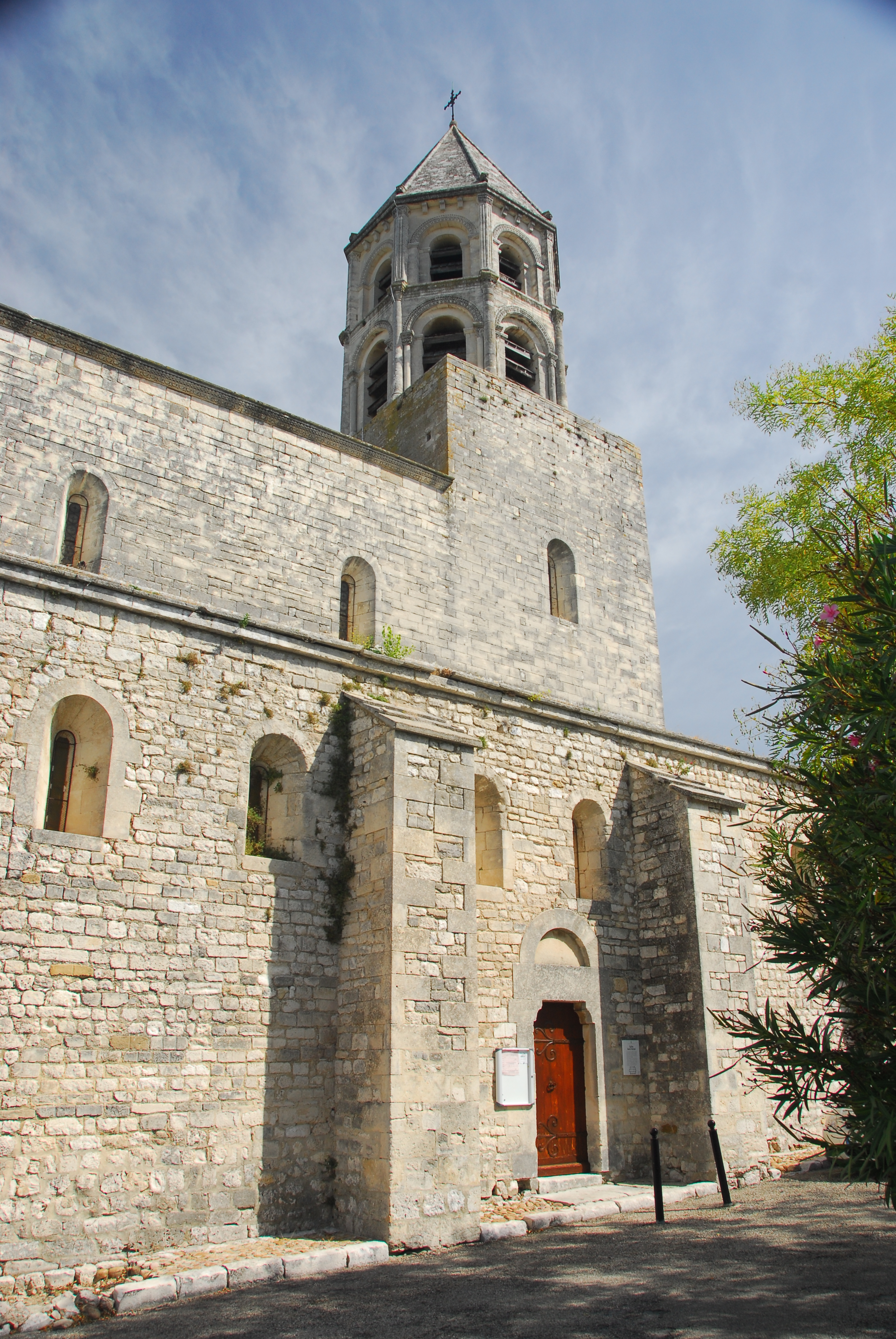
Langhaus von Süd-West

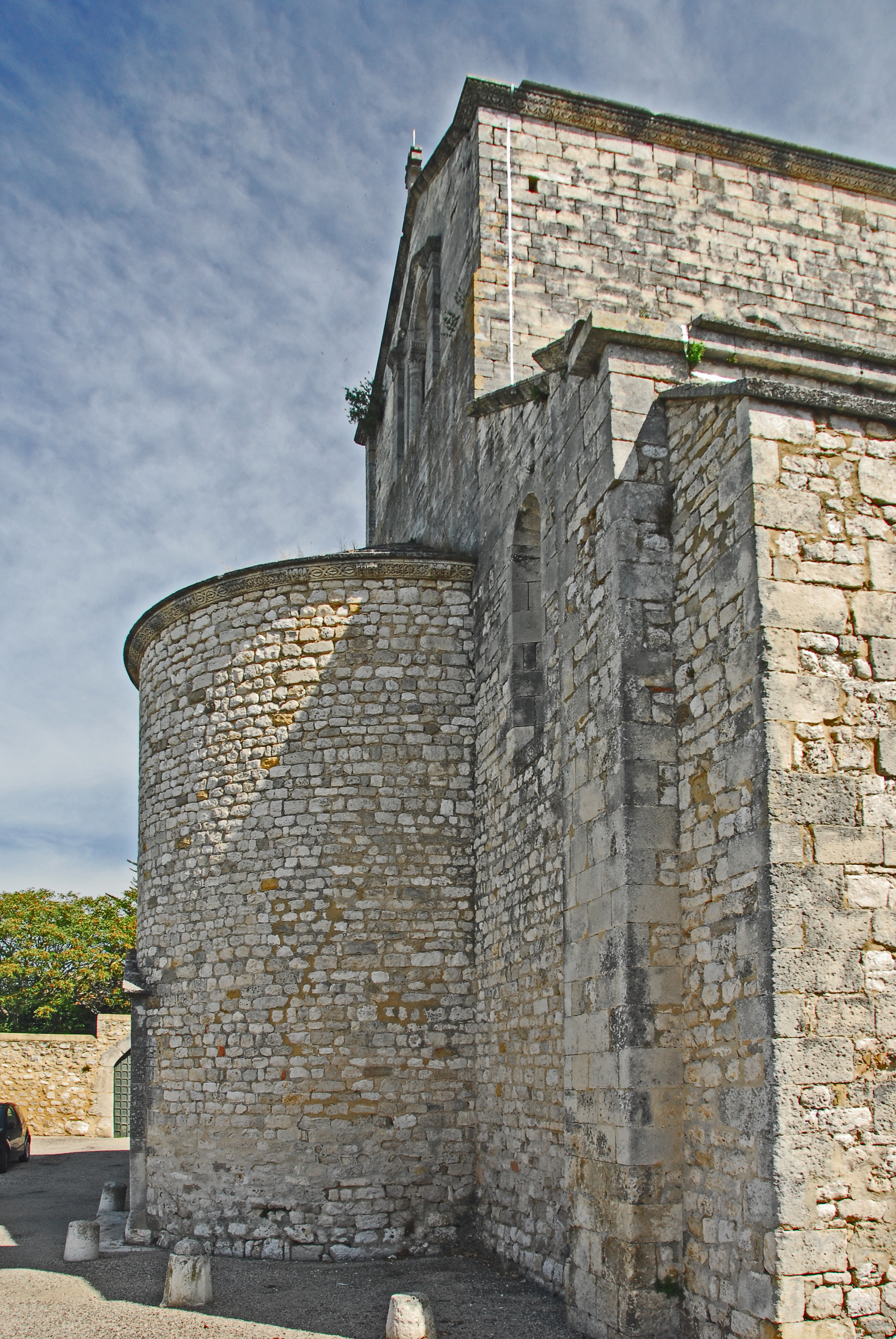
Fassade und Westapsis

Die Obergaden der Südwand des Mittelschiffs weisen mittig in jedem Joch unmittelbar auf den Firsten des Pultdaches ein schlankes rundbogiges Fenster auf, dessen Gewände aufgeweitet sind. Die Obergaden der Nordwand sind gänzlich geschlossen, ein Schutz gegen den kalten Mistral, dem die Kirche wegen ihrer exponierten Lage besonders ausgesetzt ist.
Die Seitenschiffe werden von Pultdächern in etwas steilerer Neigung überdeckt, mit Steinplatten wie beim Hauptschiff. Ihre Traufgesimse bleiben allerdings schlicht rechtwinklig ohne Dekoration. Auch diese werden ein Stück waagerecht auf die Fassade herumgeführt. Die Ortgänge der Pultdächer haben Gesimse ähnlichen denen des Hauptdachs. In der Außenwand des südlichen Seitenschiff sind im ersten und zweiten Joch im oberen Wandbereich zwei schlanke rundbogige Fenster ausgespart, die etwa denen des Hauptschiffs entsprechen, die von einem breiten Pfeiler getrennt sind. Im zweiten Joch kommt dazu noch die leicht aus der Jochmitte nach Osten verschobene Tür hinzu. Ihre Öffnung ist rechteckig und wird an ihren Laibungen von langen glatten und recht breiten Werksteinen begrenzt. In die oberen Ecken der Öffnung ragen waagerechte Werksteine hinein, deren Ecken ausgekehlt sind. Oberseitig wird die Türöffnung von einem hohen glatten Sturzbalken überdeckt, der bis auf die Außenkanten der Laibungspfeiler geführt ist. Über dem Sturzbalken ist eine halbkreisförmige Nische in Türöffnungsbreite ausgespart, die von Keilsteinen überdeckt wird.

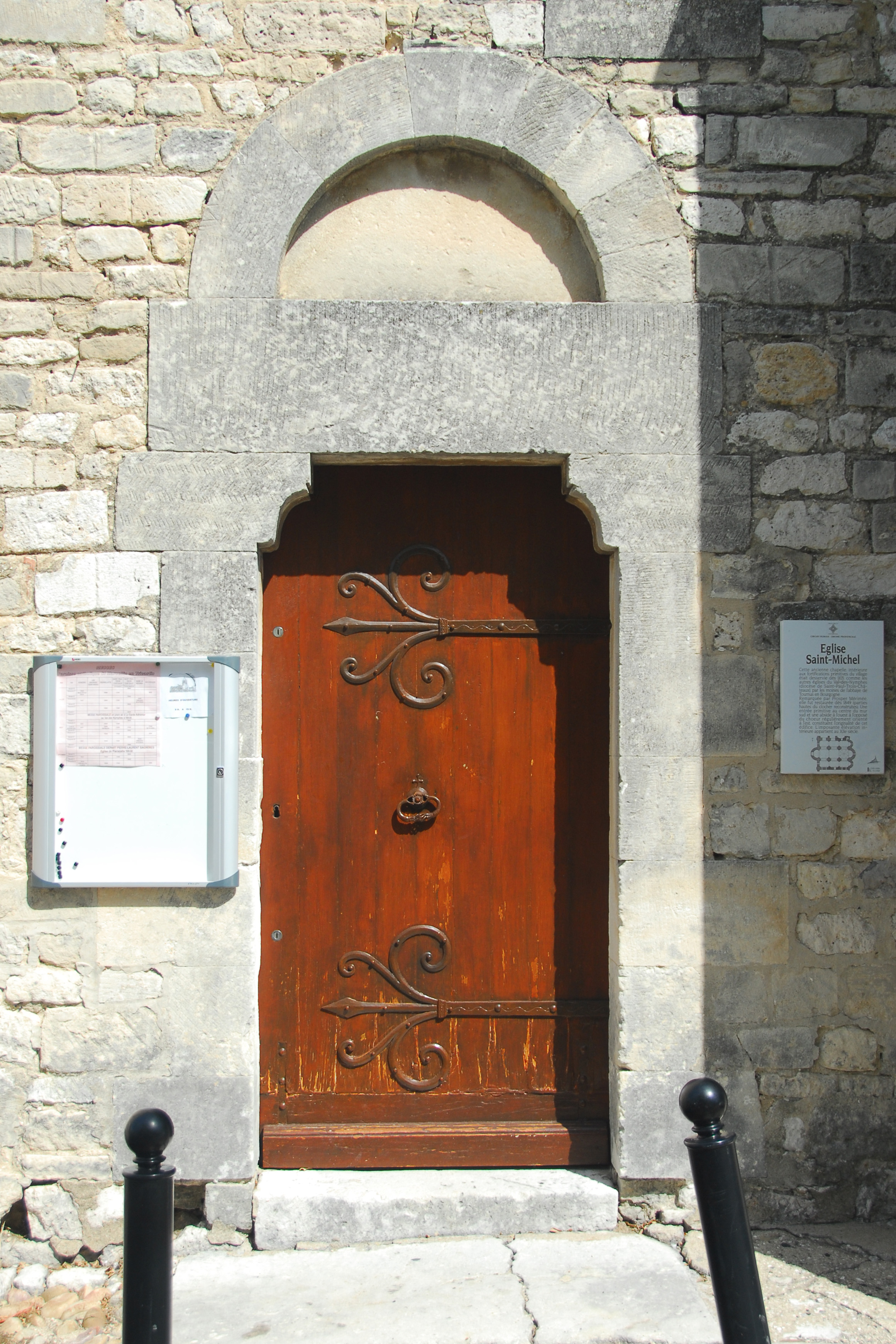
Südportal

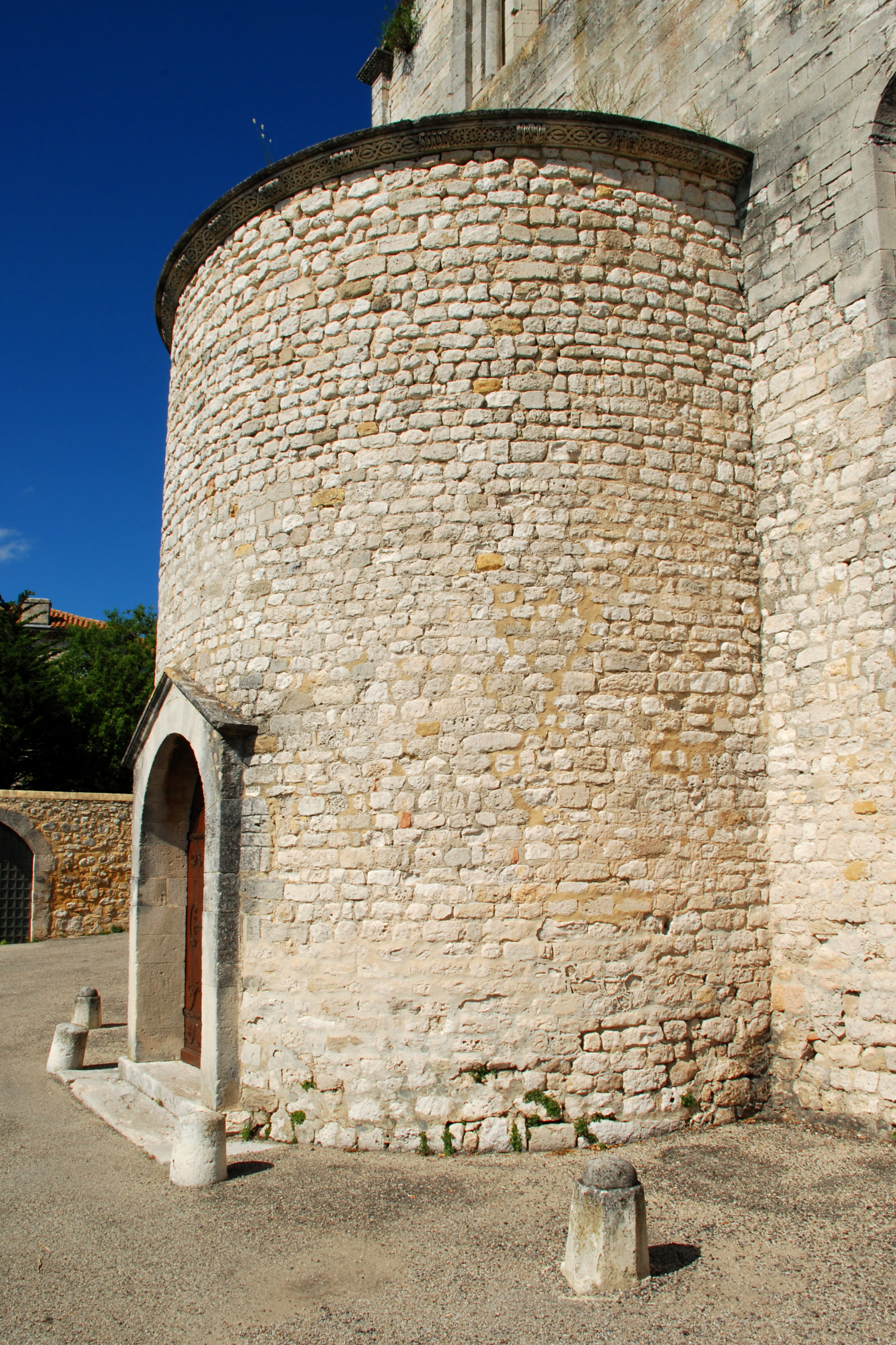
Westapsis mit Hauptportal

Die Teilung der ersten beiden Joche und des Querhauses werden auf der Wand des südlichen Seitenschiffs durch kräftige Strebepfeiler markiert, deren schräg abgedeckte Oberseiten bis knapp unter die Traufen geführt sind. Durch die nachträglichen Anbauten an das nördliche Seitenschiff sind weder Öffnungen noch Strebepfeiler sichtbar, außer dem westlichen.
Die Westwand, auch Fassade, des Langhauses zeigt außen die innere Gliederung und Ausdehnung der Schiffe und deren Höhen.
Ungewöhnlich für die südfranzösische romanische Architektur ist die Apsis auf der Fassade; ein Motiv, das in der nordalpinen Architektur des frühen Mittelalters verbreitet ist. Ihr Grundriss steht auf einem Halbkreis in fast gleicher Größe der Chorapsis. Sie wird von einem halben Kegeldach in Neigung der Seitenschiffdächer überdeckt. Ihr Traufgesims weist etwa die gleiche Form der des Hauptschiffs auf, ist aber ähnlich floral dekoriert, wie an deren Ortgängen. Die einzige Öffnung in der Westapsis ist die rundbogige des Hauptportals, die seitlich von kantigen Pfeilern und oberseitig durch ein oberfglächenbündiges „Satteldach“ flankiert wird. Die Westapsis bildet hier eine Art Narthex.
Beidseitig dieser Apsis ist in den Kopfwänden der Seitenschiffe etwa mittig je ein schlankes rundbogiges Fenster ausgespart, etwa so groß wie die anderen im Langhaus.

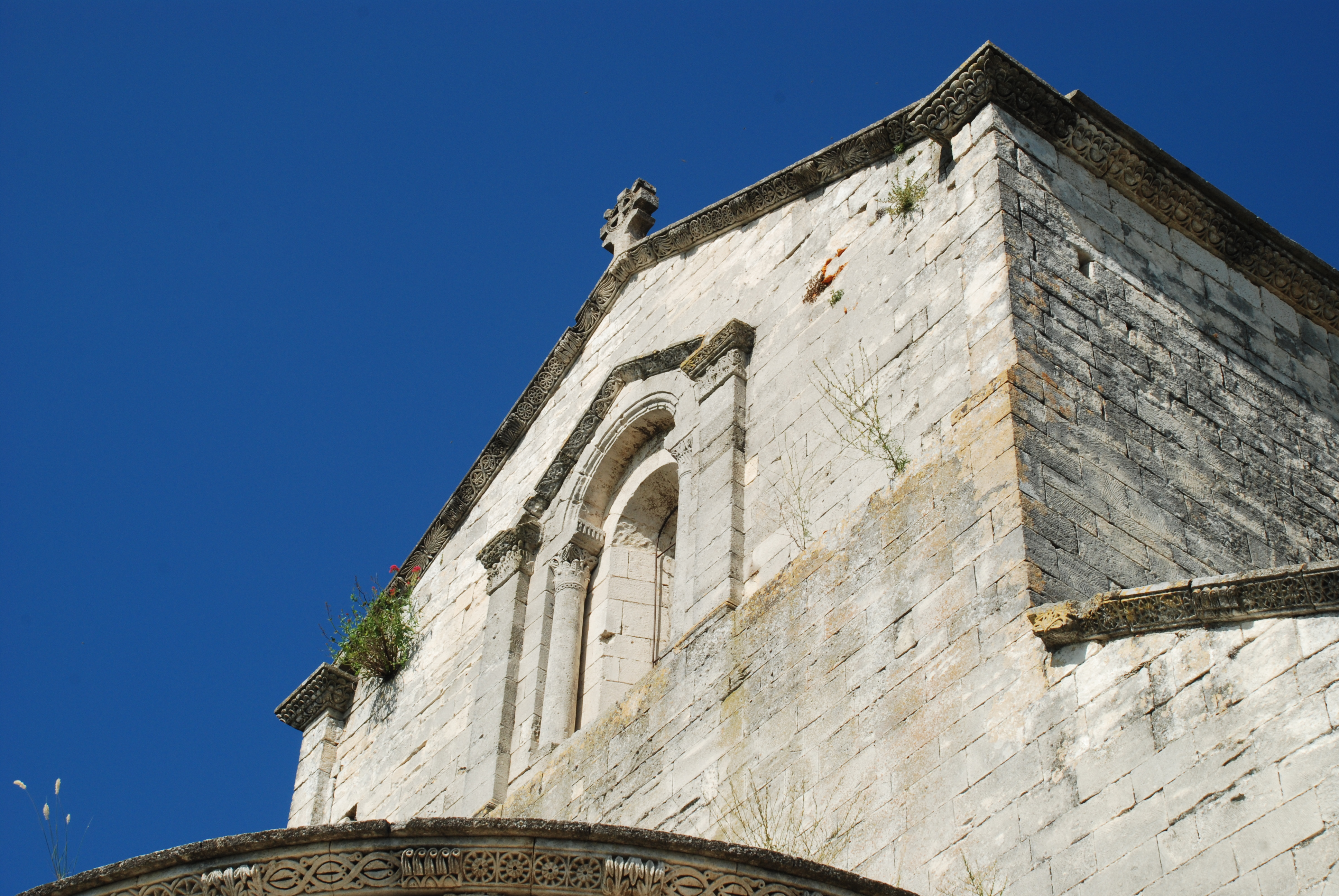
Fenster im Giebel der Fassade

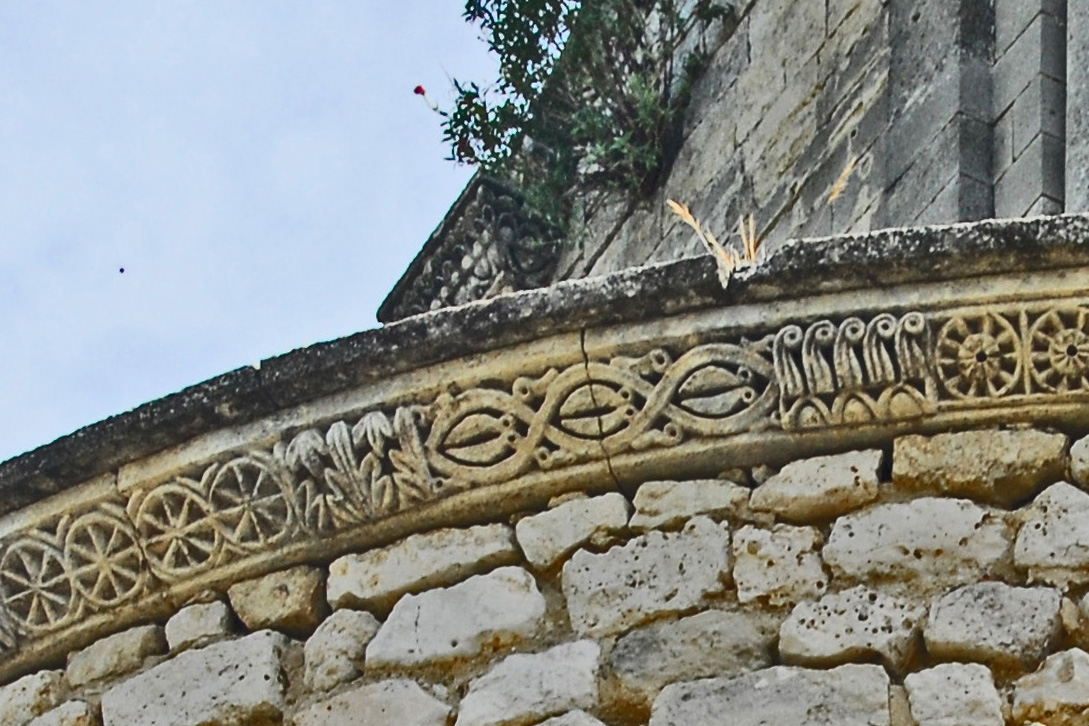
Traufgesims der Westapsis

Oben inmitten der Giebelwand der Fassade zeigt sich das einzige dekorativ gestaltete Fenster der Kirche. Gegenüber der Oberfläche der Fassade etwas zurückspringend ist eine schlanke rundbogige Fensteröffnung ausgespart, deren Gewände aufgeweitet sind. Die seitlichen und oberen Kanten der Öffnung sind in großzügige Wandrückversätze aufgelöst, in die oberflächenbündig eine Archivolte eingelassen ist. Seitlich der Öffnung stehen in den Rückversätzen glatte Säulen, die mit floral dekorierten Kapitellen und profilierten Basen auf quadratischen Plinthen ausgestattet sind. Über den Kapitellen sind kräftige Kämpferplatten aufgelegt, die nur innenseitig auskragen. Die Abschrägungen ihrer unteren Sichtkanten sind feingliedrig profiliert, ihre schmalen Innenseiten werden von senkrechten scharfkantigen Rillen dekoriert, die kammartig aufgereiht sind. Die innere Kante des Archivoltenbogens aus langen gebogenen Keilsteinen ist abgeschrägt und mehrfach profiliert. Die Archivolte wird mit etwas Abstand durch ein dachartiges Gebilde umschlossen, welches beidseitig aus glatten kantigen Pilastern besteht, die bis auf die Obertkante der Kapitelle der Archivolte hinaufreichen und dort von einem pflanzlich dekorierten Kapitell bekrönt werden. Ihre profilierten Basen stehen auf einem Rückversatz der Fassadenwand, der über die ganze Wandbreite reicht. Diese Kapitelle werden von Kämpfern bedeckt, deren Sichtkanten abgeschrägt und feingliedrig dekoriert sind, ähnlich den Ortganggesimsen der Fassade. Auf den Kämpfern enden wieder ähnliche Gesimsprofile die die Archivolte satteldachartig übergeben.
Der Fassadenfirst wird von einem steinernen Kreuz bekrönt, aus einer Art Tatzenkreuz in einem Kreis, von dem acht Strahlen rundum austreten.
An die Außenwand des nördlichen Seitenschiffs ist fast in ganzer Länge in späterer Zeit ein Anbau von Nebenräumen errichtet worden, dessen Pultdächer teils bis knapp unter die Traufe des Seitenschiffs reichen, teils aber auch mit etwas Abstand unter den Traufen bleiben.

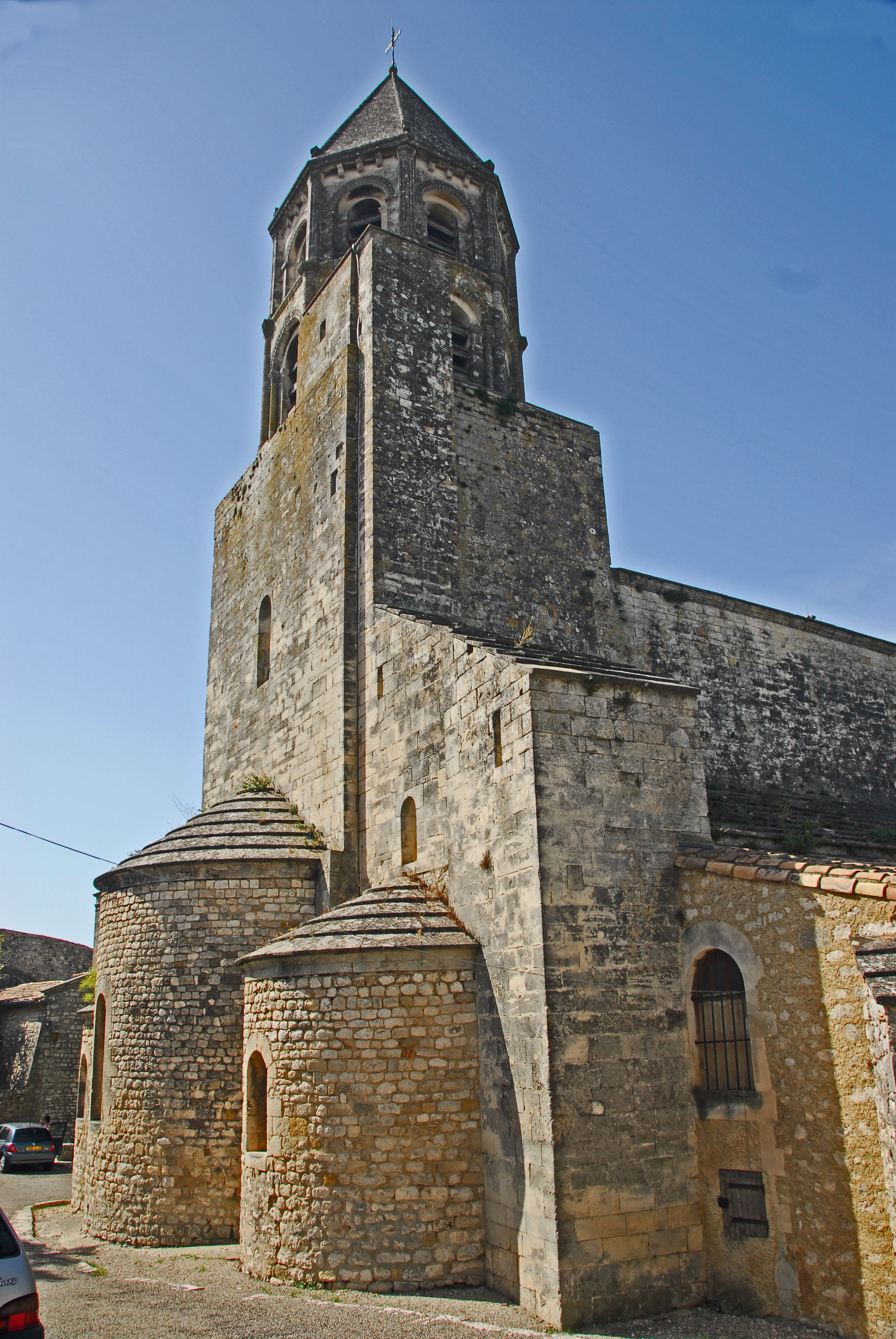
Chorhaupt mit Vierungsturm von Nord-Ost

#### Querhaus und Glockenturm
Das Querhaus weist keinerlei Überstände seiner Arme gegenüber den Längswänden der Seitenschiffe auf. Ihre Pultdächer und Wände sind Verlängerungen der Seitenschiffe in Form und Material. In der südlichen Außenwand sind zwei rundbogige Fensteröffnungen ausgespart, die denen in der Seitenschiffwand in Joch eins und zwei entsprechen. Auf der nordöstlichen Ecke des Querhauses wird der Strebepfeiler durch ein Treppenhaus mit einer Spindeltreppe ersetzt, dessen Pultdach deutlich über das des Seitenschiffs hinausragt und der oberhalb des Seitenschiffdachs bis gegen den Turm und dann noch weiter hochgeführt ist.
Im Zentrum des Querhauses ragt der Sockel des Vierungsturms hoch hinauf, der einen fast quadratischen Grundriss aufweist, dessen oberer Bereich die Vierungskuppel birgt. Diese befindet sich oberhalb der drei schlanken rundbogigen Fenster auf der Nord-, Ost- und Südseite. Dieser Turmsockel tritt mit seiner Ostwand im Grundriss geringfügig vor die Ostwände der Querhausarme heraus. Er schließt rundum waagerecht ab, in einer Höhe, die über den Mittelschifftraufen fast noch einmal die Höhe der Obergaden erreicht.
Auf dem Turmsockel erhebt sich der eigentliche Glockenturm mit zwei achteckigen Geschossen, von denen vier Seiten geringfügig hinter den Seiten des Sockels zurückspringen.

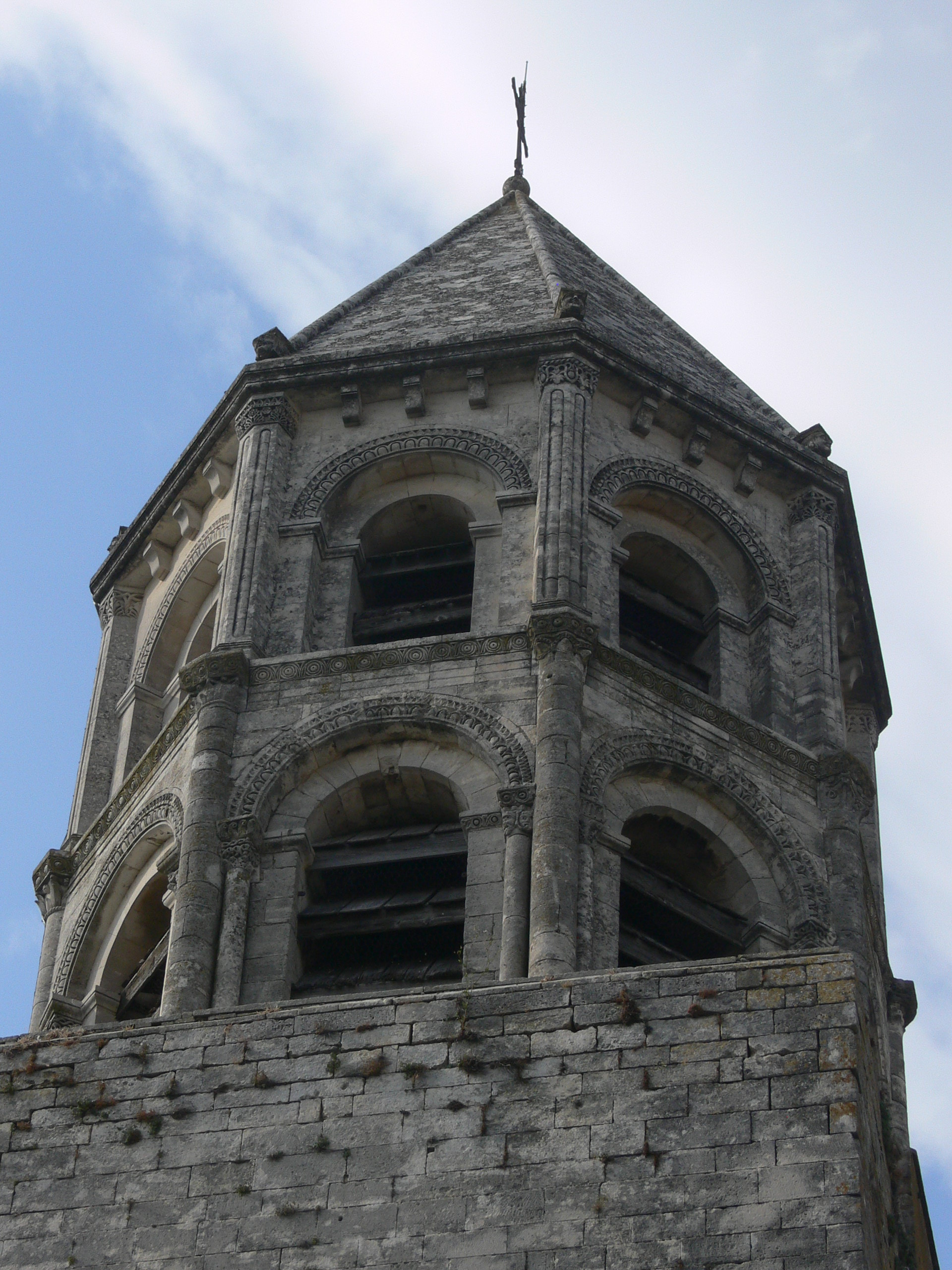
Glockenturm

Im unteren Geschoss stehen auf den acht Ecken je eine kräftige dreiviertelrunde glatte Säule, die von einem floral geschmückten Kapitell bekrönt wird. Darüber wird das Kapitell von einem Kämpfer abgeschlossen, dessen Abschrägung feingliedrig dekoriert ist, ähnlich den Gesimsbändern auf der Westfassade. Der Kämpfer knickt in der Mitte jeweils ab, im Winkel der Kanten des Achtecks. Auf den Wandflächen zwischen den Kapitellen und Kämpfern setzen sich diese als Gesimse in gleicher Höhe fort, das aber als abgeschrägtes Kraggesims mit den bekannten feingliedrigen Dekorationen ausgebildet ist. Darunter finden sich in Kapitellhöhe schlichte Profilierungen. Diese berührt der äußere Scheitel der darunter in die Wand eingelassenen Archivolte, aus schlanken halbrunden Pfeilern, die mit floral skulptierten Kapitellen und profilierten Basen ausgestattet sind. Deren auskragende abgeschrägte Kämpfer tragen einen Bogen, deren äußere abgeschrägte Sichtkante wieder wie bekannt feingliedrig dekoriert ist. Hinter den Säulchen treten auf jeder Seite glatte scharfkantige Wandstreifen hervor, die die Klangarkadernöffnung seitlich flankieren. Diese setzen sich oberhalb von schlichten Kämpfern als Bogen fort, der die Öffnung oberseitig abschließt. Zwischen den Laibungen sind drei waagerechte nach außen abgeschrägte Klanglamellen eingespannt.
Das obere Turmgeschoss ist nicht ganz so hoch wie das untere. Die Turmecken werden statt von Säulen mit in der Mitte abgeknickten und mit Kannelierungen geschmückten Pilastern bekleidet, die ebenso tief auftragen wie die Säulen. Auch sie sind mit Kapitellen und Basen ausgestattet, wie die Säulen. Die Kapitelle tragen anstatt Kämpfer ein um den ganzen Turn herum geführtes weit ausladendes Kraggesims, das auf jeder Achteckseite von je drei Kragsteinen unterstützt wird, die vorderseitig ausgekehlt sind. In den Wandfeldern darunter gibt es die fast gleichen, nur weniger hohen Archivolten und Klangöffnungen, wie im ersten Geschoss. Es gibt aber hier nur je zwei Klanglamellen in jeder Öffnung.
Der steinerne Turmhelm besitzt die Form einer achteckigen Pyramide, deren Seiten um etwa 50 Grad geneigt sind. Sie schließen unten mit einem weiteren Kraggesims auf dem Turm an und sind mit Steinplatten eingedeckt. Ihre Kanten werden mit schlanken Rundprofilen markiert, die an ihren unteren Enden auf Platten stehen die von menschlichen Köpfen getragen werden. Die Kugel im First des Helms trägt ein Kreuz aus Metall.
Über der Nordostecke des Turmsockels steigt der geschlossene Treppenturm hinauf bis über das erste Turmgeschoss und deckt dort zwei Klangarkaden ab.

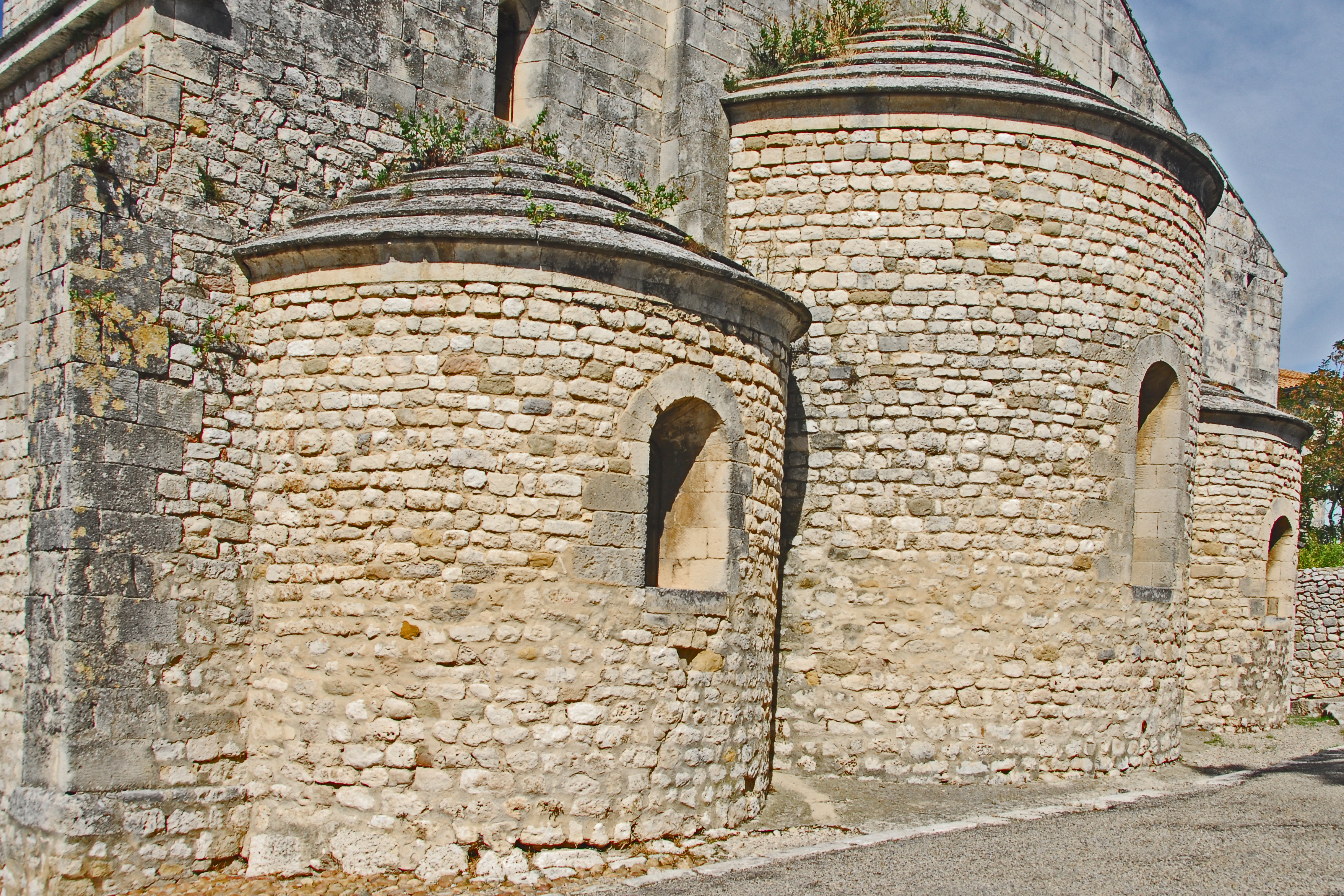
Chorhauptapsiden

#### Chorhaupt
Aus der Ostwand des Querhauses und des Turmsockels treten drei Apsiden des Chorhauptes heraus, die alle auf halbkreisförmigen Grundrissen stehen. Die Chorapsis ist die größte, sowohl in Breite als auch in Höhe. Die halbrunden Wände der Apsiden tragen jeweils halbe Kegeldächer, etwa in Neigung der Schiffdächer. Die Firste der schmaleren Seitenapsiden bleiben unter den Höhen der Traufen der Chorapsis. In den Scheiteln der Apsiswände ist jeweils mittig ein schlankes rundbogiges Fenster mit aufgeweiteten Gewänden ausgespart. Über den Firsten der Seitenapsiden ist je ein schlankes kleines rundbogiges Fenster ausgespart, das die Seitenschiffarme zusätzlich belichtet.
Die schlichten zweistufigen Traufgesimse sind aus langen Werksteinen erstellt, die exakt der Rundung der Apsiden folgen. Auch die Steinplatten der Eindeckung sind entsprechend gerundet hergestellt.

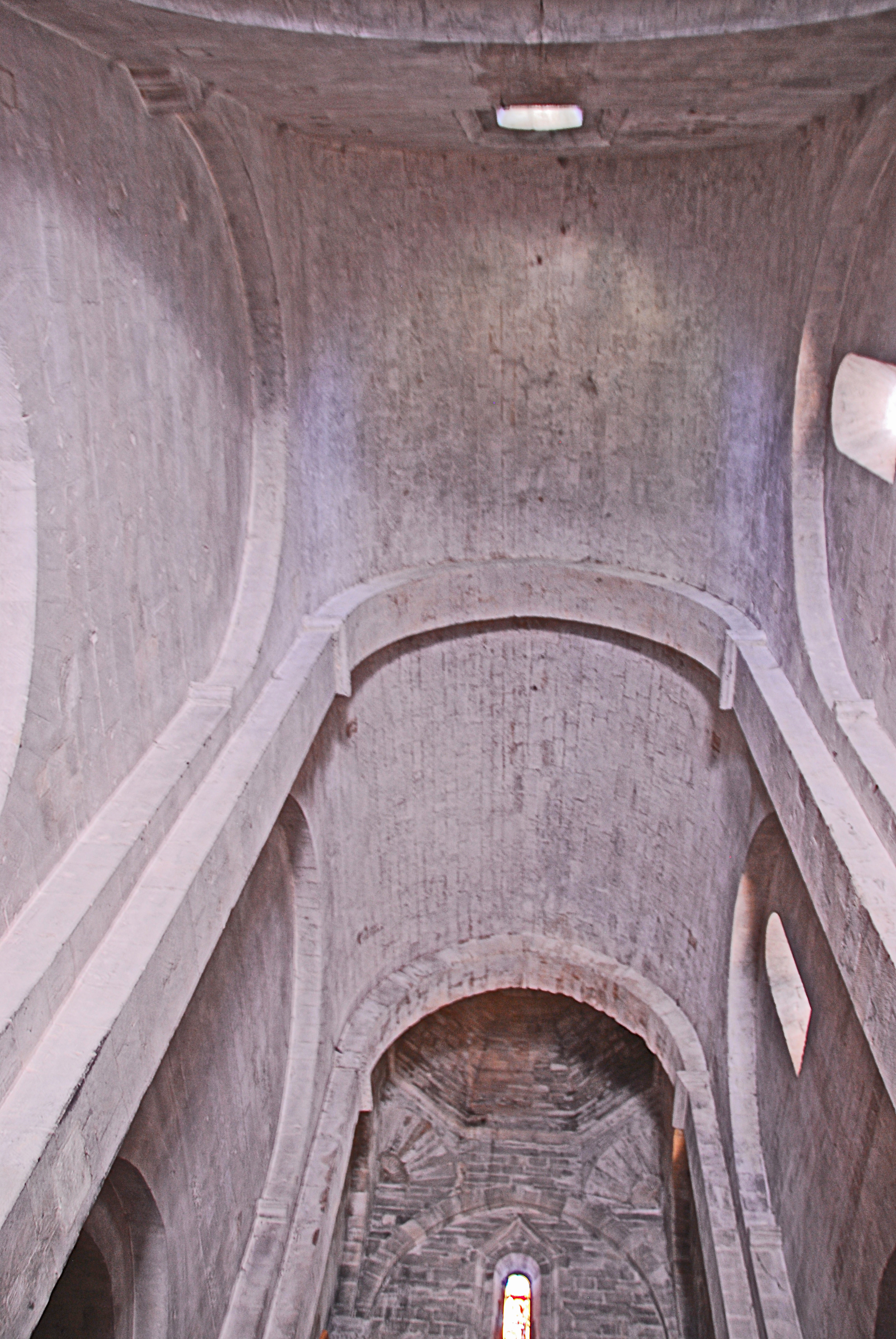
Mittelschiffgewölbe

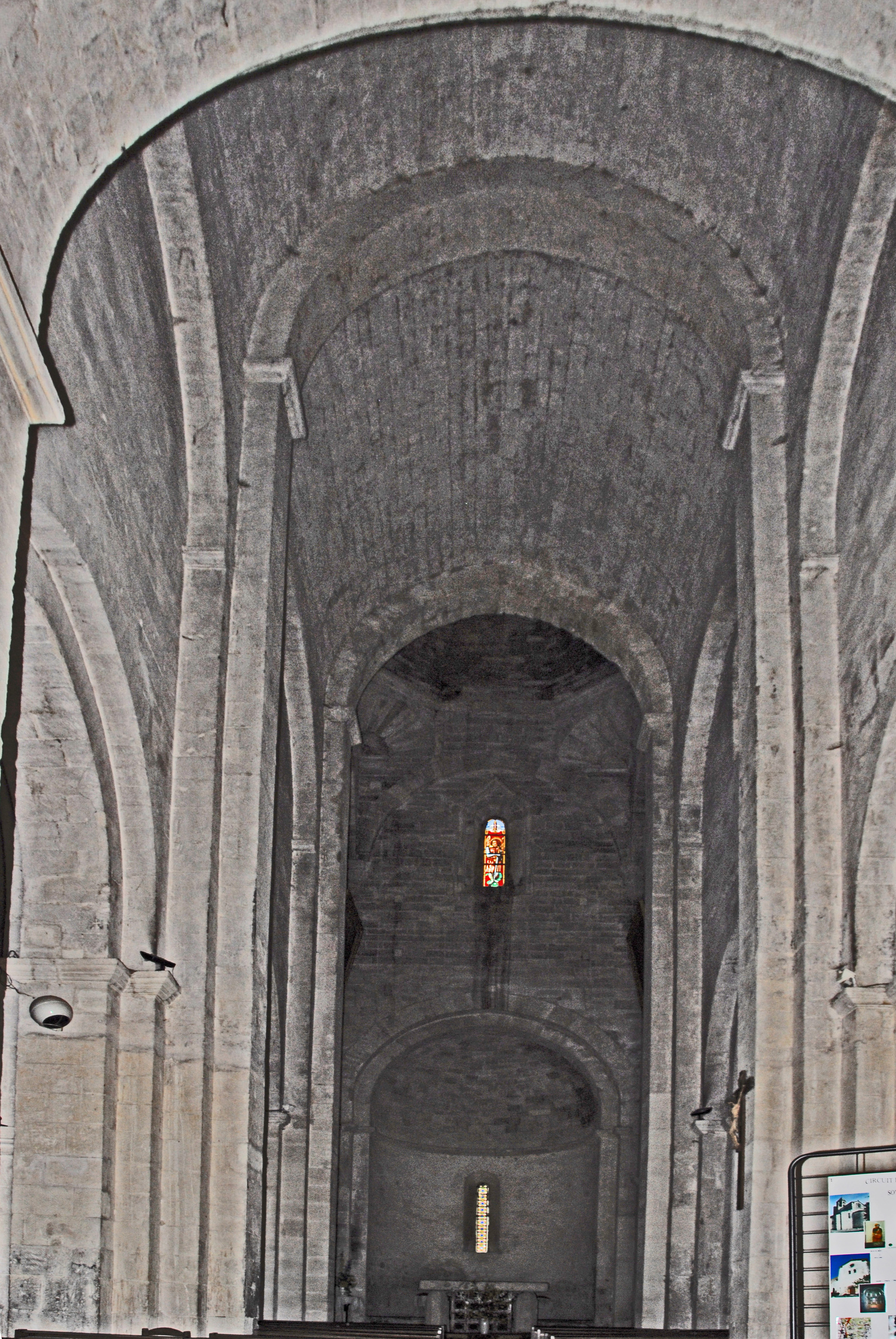
Mittelschiff aus Narthex

### Inneres

#### Langhaus
Den dreischiffigen und zweijochigen basilikalen Innenraum betritt man über das Hauptportal und einer ungewöhnlichen Westapsis, in Art eines Narthex. Ihm folgt das gegenüber den Seitenschiffen deutlich höhere Mittelschiff, das von einem im Scheitel leicht angespitzten Tonnengewölbe überdeckt wird, eine bautechnische Anregung aus Burgund. Die Gewölbe gehen ohne Zäsur in die Wände über. Seine schlanke Proportionierung verleiht dem Raum ein konsequentes Höhenstreben. Der durch das Fehlen der Fenster im nördlichen Obergaden reduzierte Lichteinfall unterstreicht wirkungsvoll die weihevolle Atmosphäre dieser Kirche.
Die Unterteilung in die beiden Joche und auch zum Querschiff übernehmen kräftige im Querschnitt rechtwinklige Gurtbögen, die auf Wandpfeilern gleicher Dimension stehen. Ihre Bogenansätze werden von schlichten Kämpfern markiert. Der ähnlich dimensionierte Gurtbogen in der Westwand liegt deutlich tiefer, als die jochteilenden. Im oberen Bereich der Scheidewände sind leicht angespitzte rundbogige Blendarkaden eingelassen, deren Scheitel auf Höhe der Gewölbeansätze angeordnet sind. Ihre Breiten sind etwas geringer als die der Joche, so dass sie im unteren Bereich neben den Wandpfeilern als scharfkantige Wandrückversätze wirken. Auch die Bogenansätze der Blendarkaden sind mit Kämpfern markiert. Deutlich niedriger angeordnet sind die leicht angespitzten rundbogigen Arkaden der Durchlässe in die Seitenschiffe. Ihre Kanten sind in scharfkantige Rückversätze aufgelöst, die denen der vorhergehenden entsprechen. Da diese Rückversätze auf den Gegenseiten in den Seitenschiffen sich wiederholen, erhalten die inneren Bögen und Wandvorlagen in den Arkaden die gleichen Dimensionen, wie die Wandvorlagen und Gurtbögen des Mittelschiffs. Die Pfeilerquerschnitte sind dadurch allseitig symmetrisch.
Die Seitenschiffe, deutlich niedriger als das Mittelschiff, werden von halben Tonnengewölben überdeckt, deren Scheitel sich gegen die Scheidewände lehnen. Sie werden wie im Mittelschiff von den gleichen, aber nur halben Gurtbögen getrennt, die beidseitig auf Wandpfeilern gleichen Querschnitts stehen, deren Bogenansätze wieder durch Kämpfer markiert werden. Auch hier gibt es wieder an den Scheidewänden die bekannten Blend- und Arkadenbögen mit Rückversätzen. Die Außenwände der Seitenschiffe werden in jedem Joch von Zwillingsblendarkaden gegliedert. Ihre seitlichen Rückversätze gegenüber den Wandpfeilern entsprechen den bereits bekannten der Scheidewände. Zwischen ihnen erstrecken sich zwei Rundbögen, deren Scheitel bis zu den zäsurfreien Gewölbeansätzen reichen. Sie stehen seitlich auf den Rückversätzen und innen gemeinsam auf einem skulptierten Kragstein, deren Bogenansätze mit profilierten Kämpfern markiert sind. Mittig in den Bogenfeldern finden sich die von außen bekannten beiden Fenster in jedem Joch. In den östlichen Kopfwänden der Seitenschiffe gibt es jeweils ein solches Fenster. Im Joch zwei des südlichen Seitenschiffs findet sich die zweite Zugangstür, aus den ehemaligen Konventsgebäuden, die hier offensichtlich angebaut waren. Im nördlichen Seitenschiff wurde in beiden Jochen der ehemaligen Außenwand je ein rundbogiger Durchlass gebrochen, der in eine im Grundriss rechteckige Seitenkapelle führt.
Langhaus Inneres

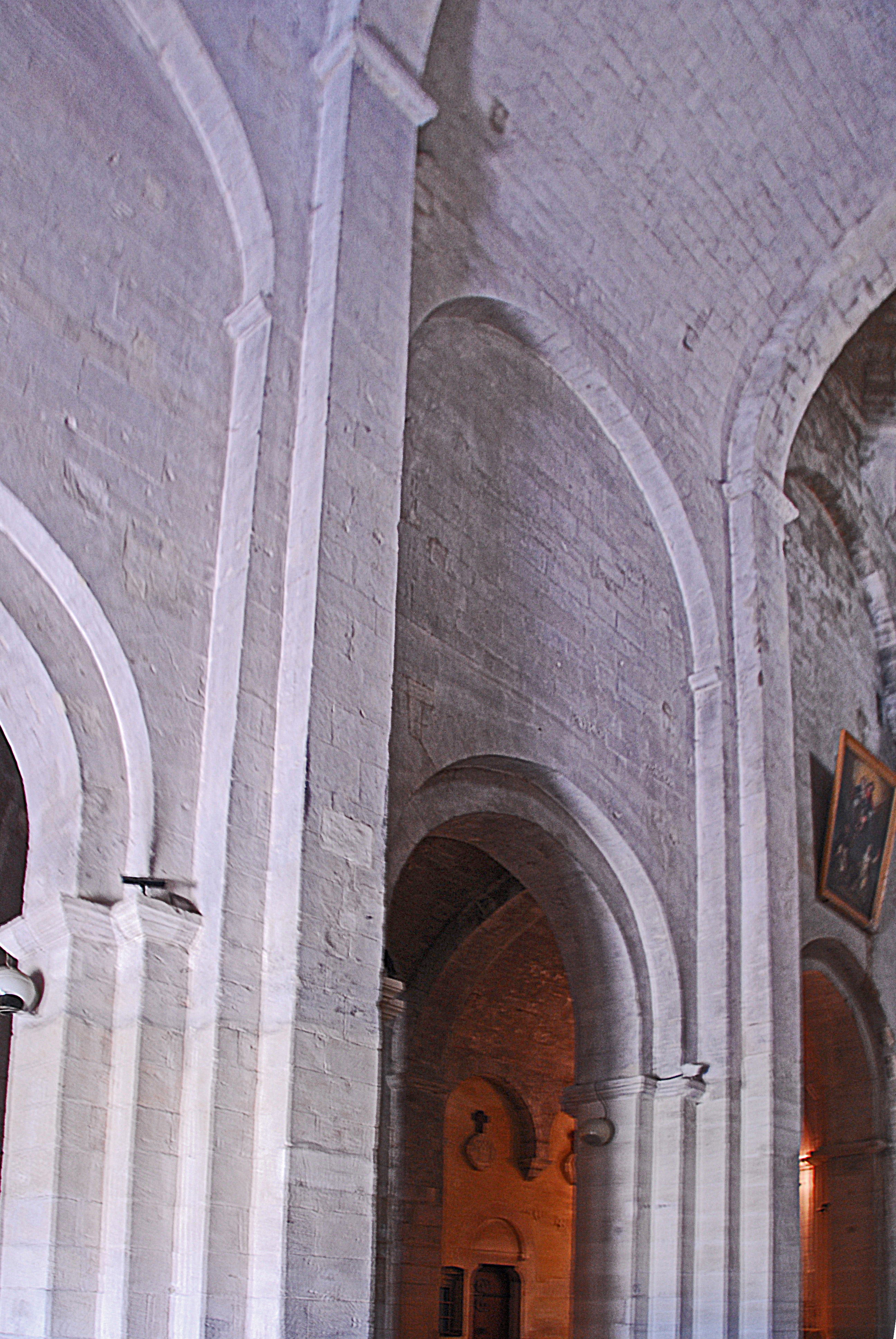
Mittelschiff, nördliche Scheidewand
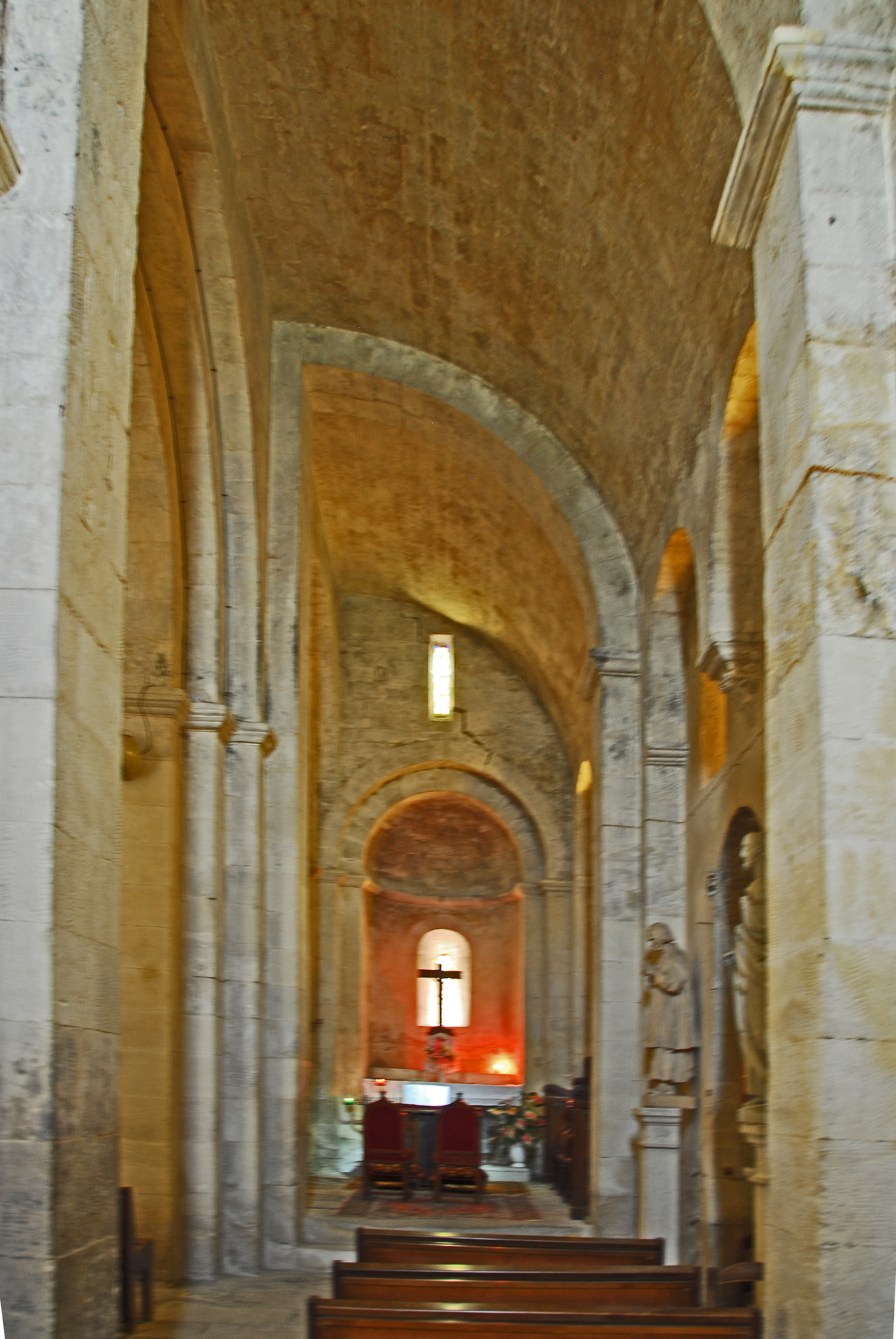
Südliches Seitenschiff, nach vorne
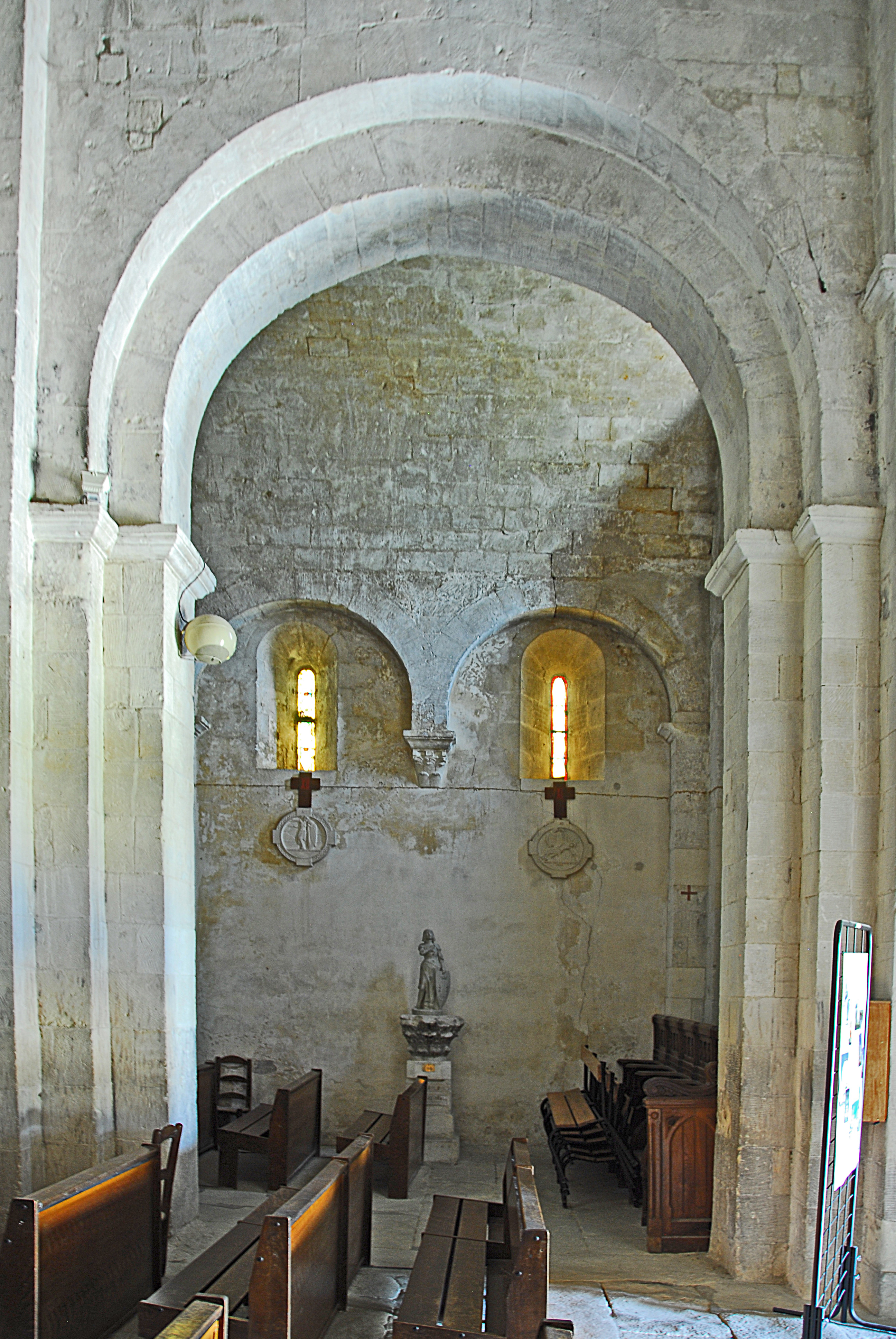
Südliches Seitenschiff, Joch 1, aus Mittelschiff
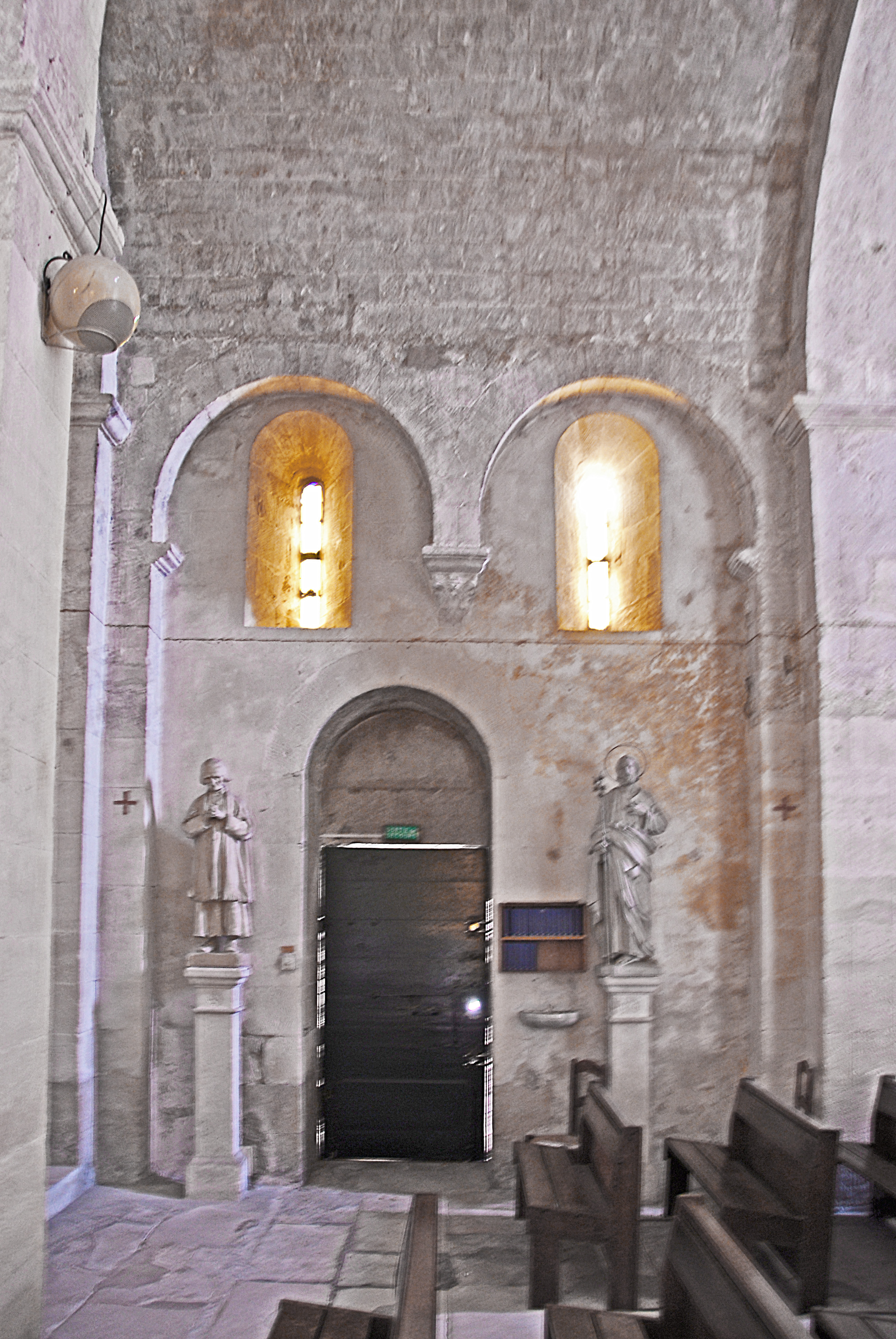
Südliches Seitenschiff, Südportal
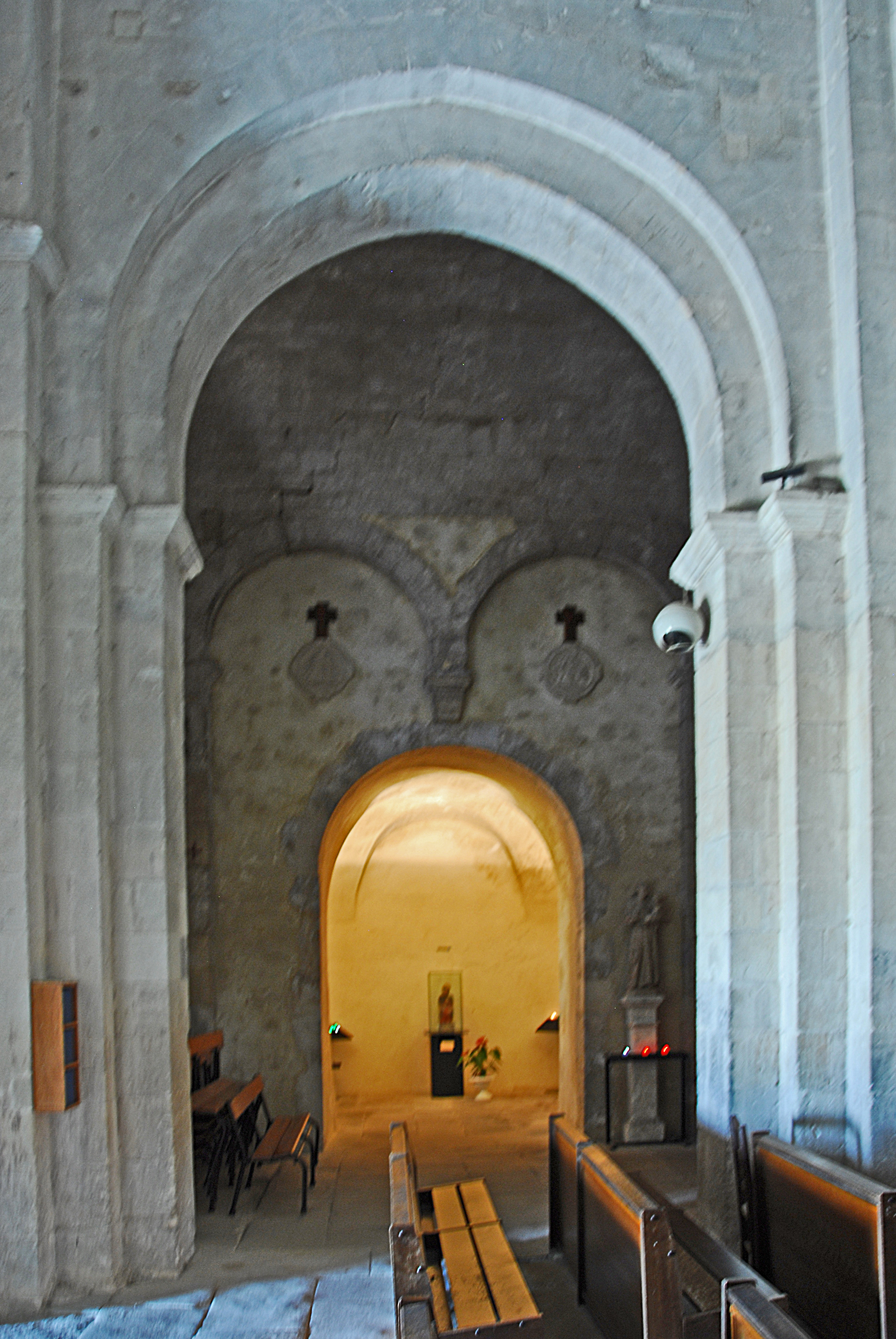
Nördliches Seitenschiff, Kapelle in Joch 1

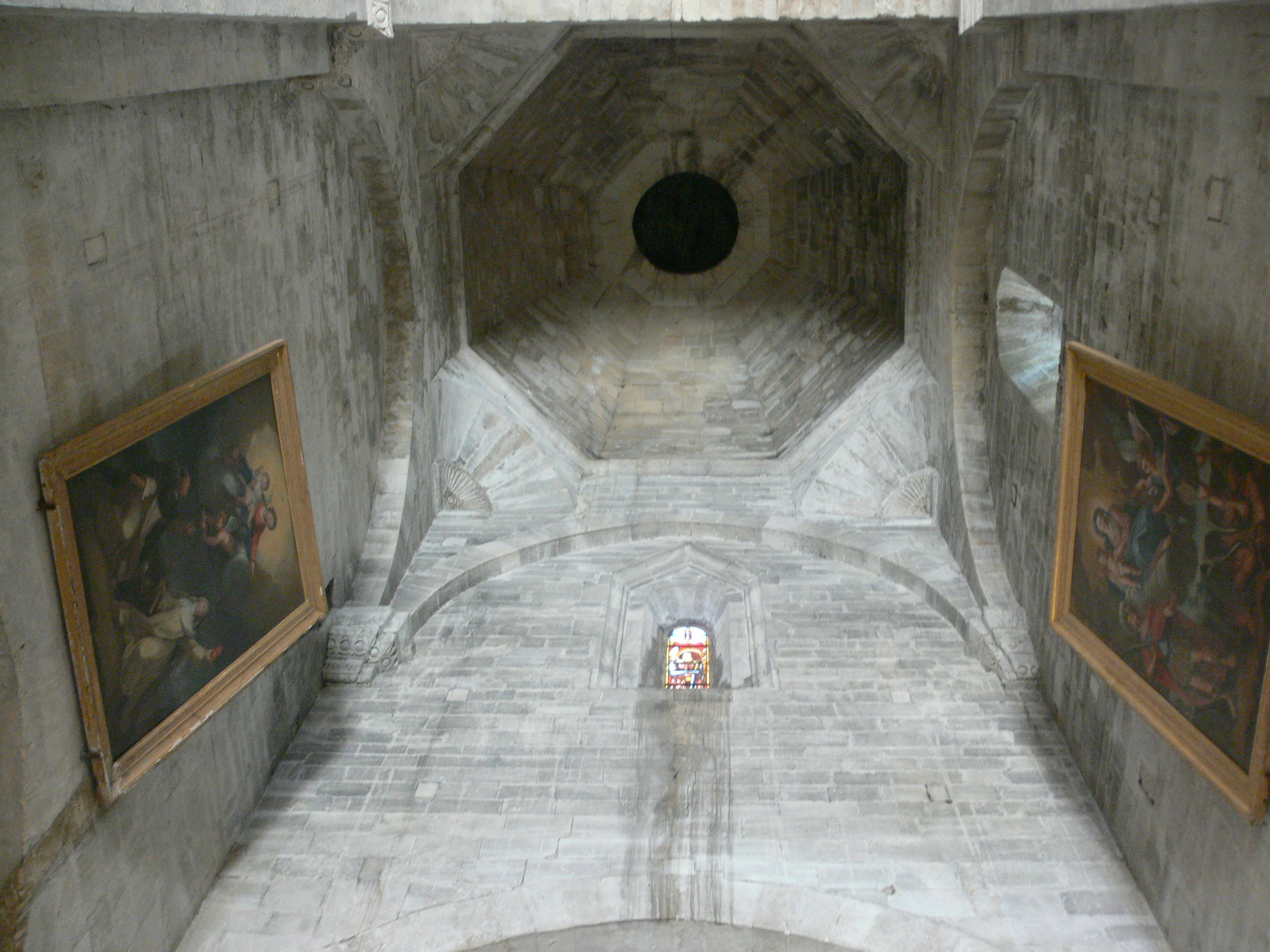
Vierung mit Trompenkuppel

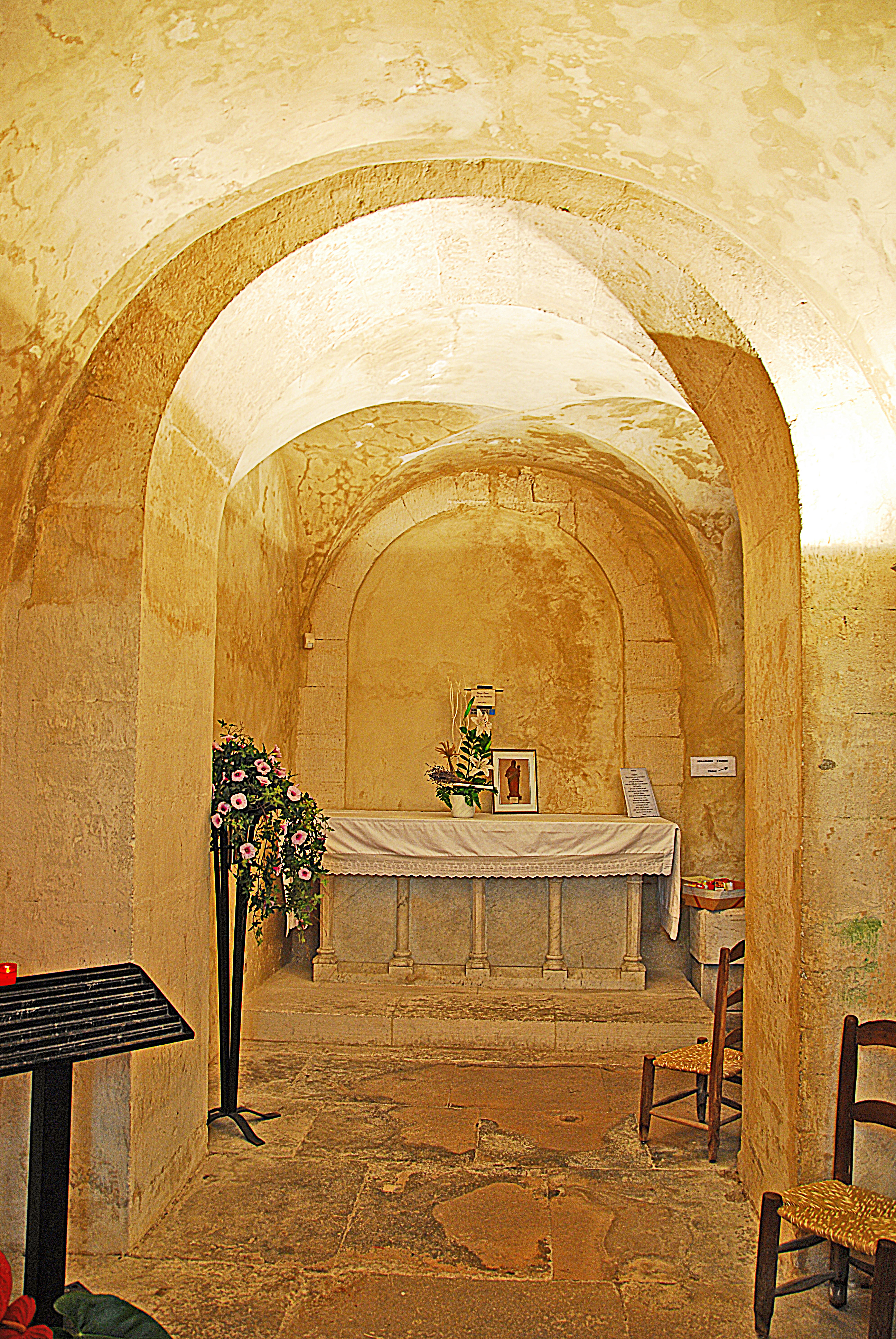
Nördliches Seitenschiff, Kapelle in Joch 2

#### Querhaus mit Vierung
Die beiden Querhausarme stellen im Prinzip Verlängerungen der Seitenschiffe dar, mit den halben Tonnengewölben und den beiden Fenstern im südlichen Arm. Im nördlichen Arm wurde wohl mit dem Anbau ein Türdurchlass gebrochen, zu einer Sakristei. Gleich daneben findet sich die Tür zum Treppenhaus der Spindeltreppe, die in den Glockenturm führt.
Die Vierung entspricht fast den Jochen des Mittelschiffs, jedoch ohne das dortige Gewölbe. Sie wird stattdessen weit oben von einer achtseitigen Trompenkuppel überwölbt. Nicht weit unter dieser sind in der Nord-, Ost- und Südwand je ein schlankes rundbogiges Fenster ausgespart. In den Ostwänden der Querhausarme sind oberhalb der Scheitel der Apsisarkaden kleine rundbogige Fenster ausgespart.

#### Chorhaupt

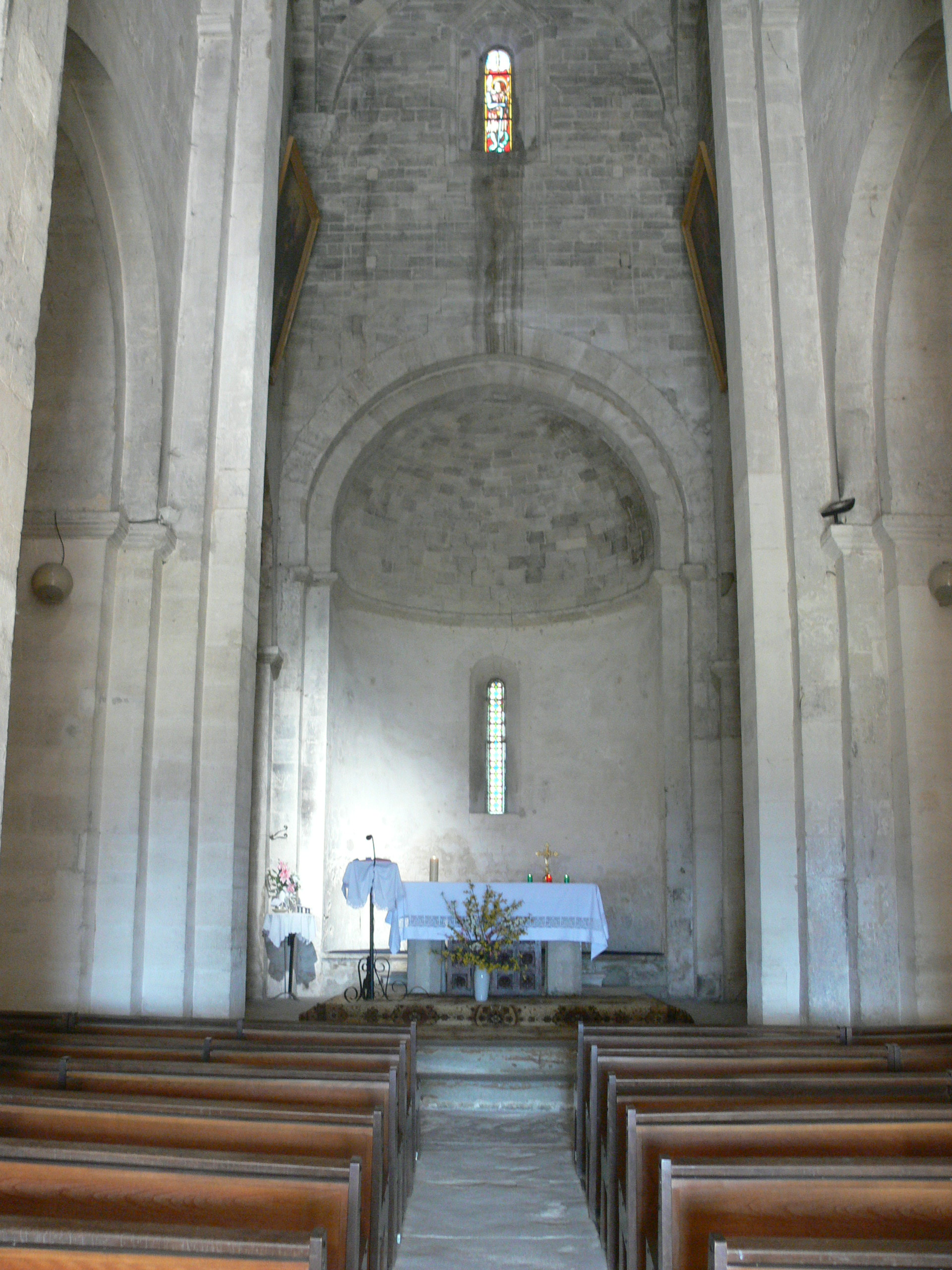
Chor aus Vierung

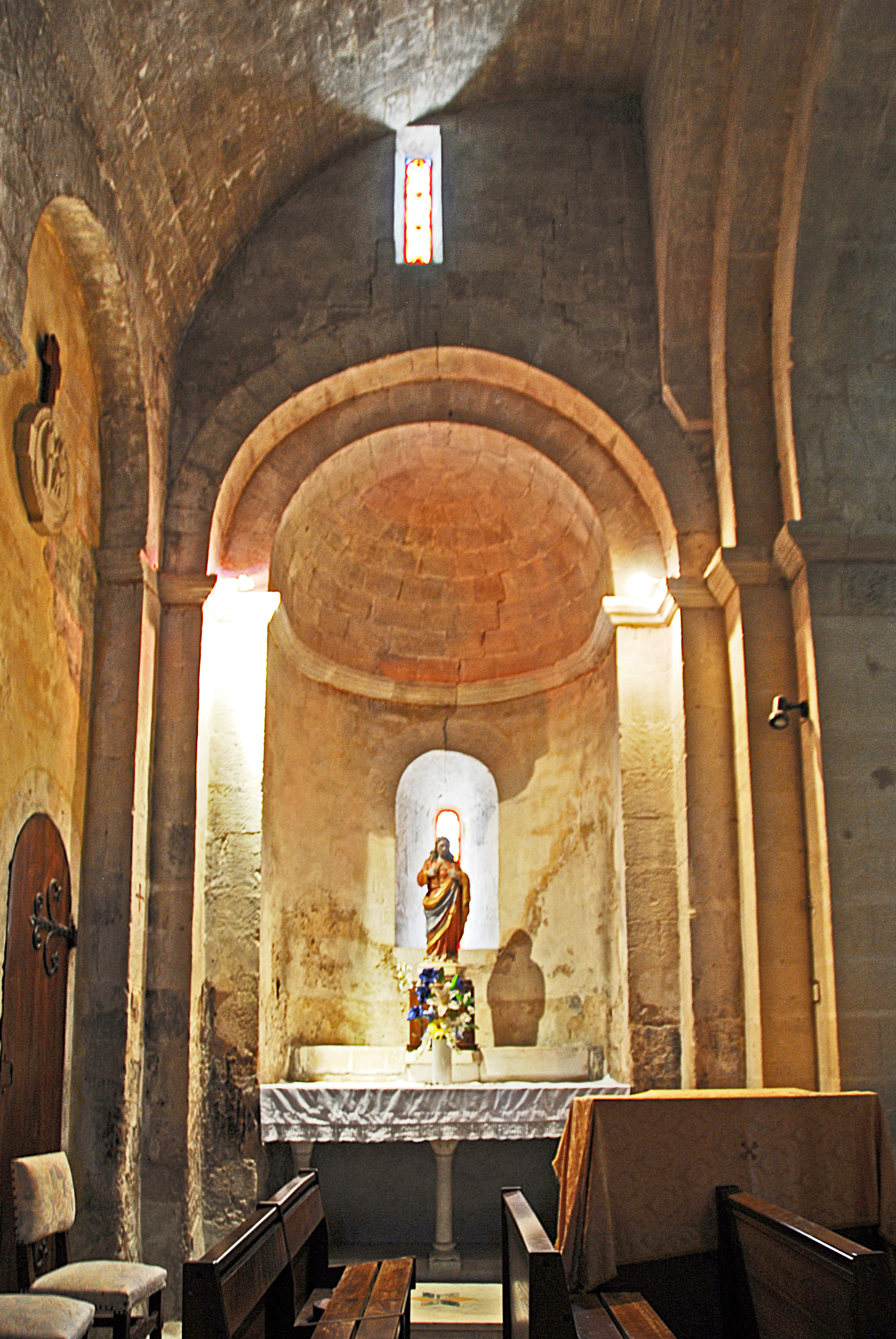
Nördliche Apsidiole in Ostwand des Querschiffs

Die Ostwand des Querschiffs öffnet sich im Anschluss an die Vierung mit einer rundbogigen Arkade, deren Kanten in Rückversätze aufgelöst sind, in die deutlich größere Chorapsis. Die halbrunde Arkadenwand geht in eine halbe Kuppelkalotte über. Ihr Gewölbeansatz wird durch ein auskragendes Kämpferprofil markiert, das bis über die Rückversätze hinaus geführt wird. Die kleineren Apsiden in den Querschiffarmen haben die gleiche Ausformung.

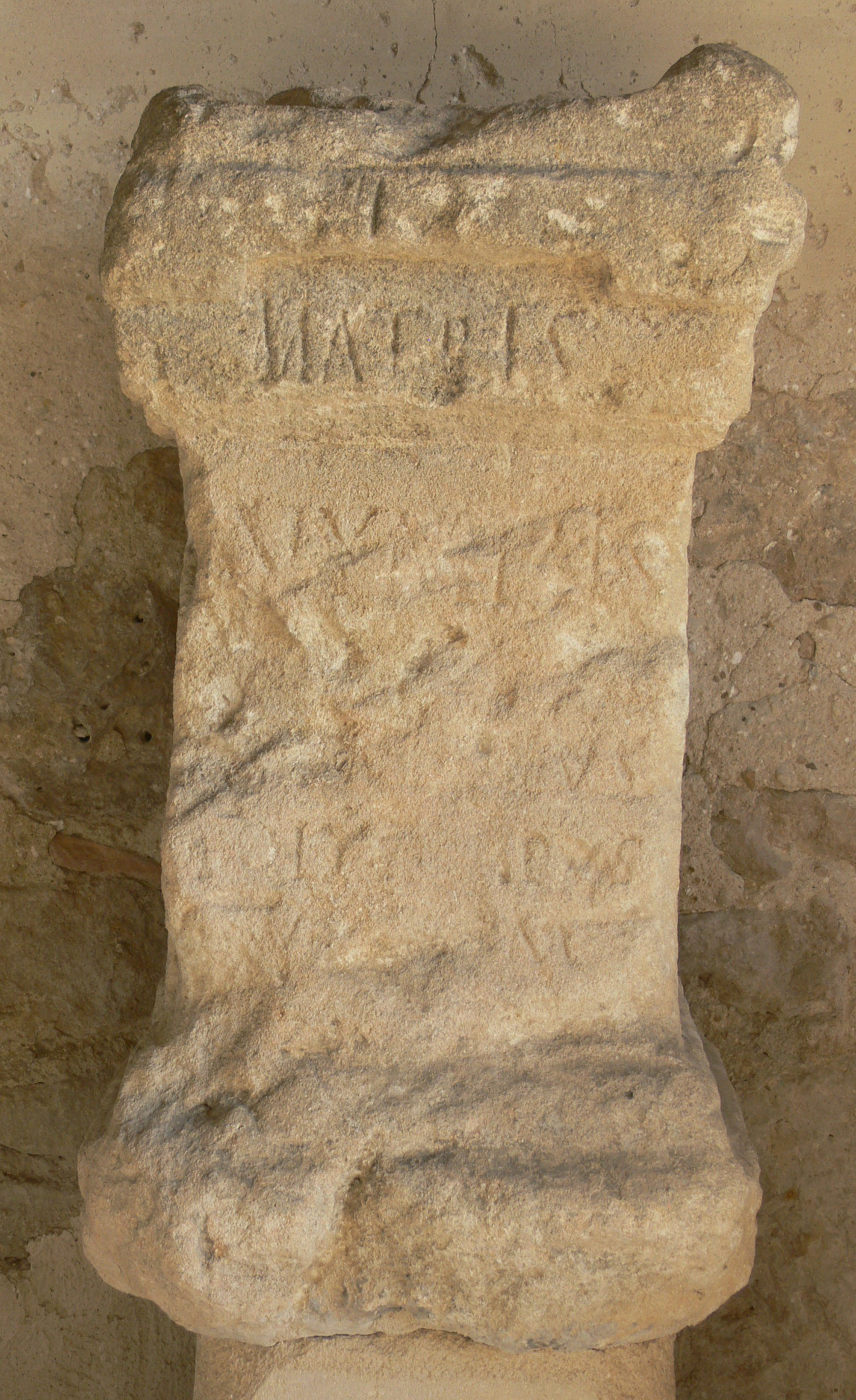
Römischer Votivaltar

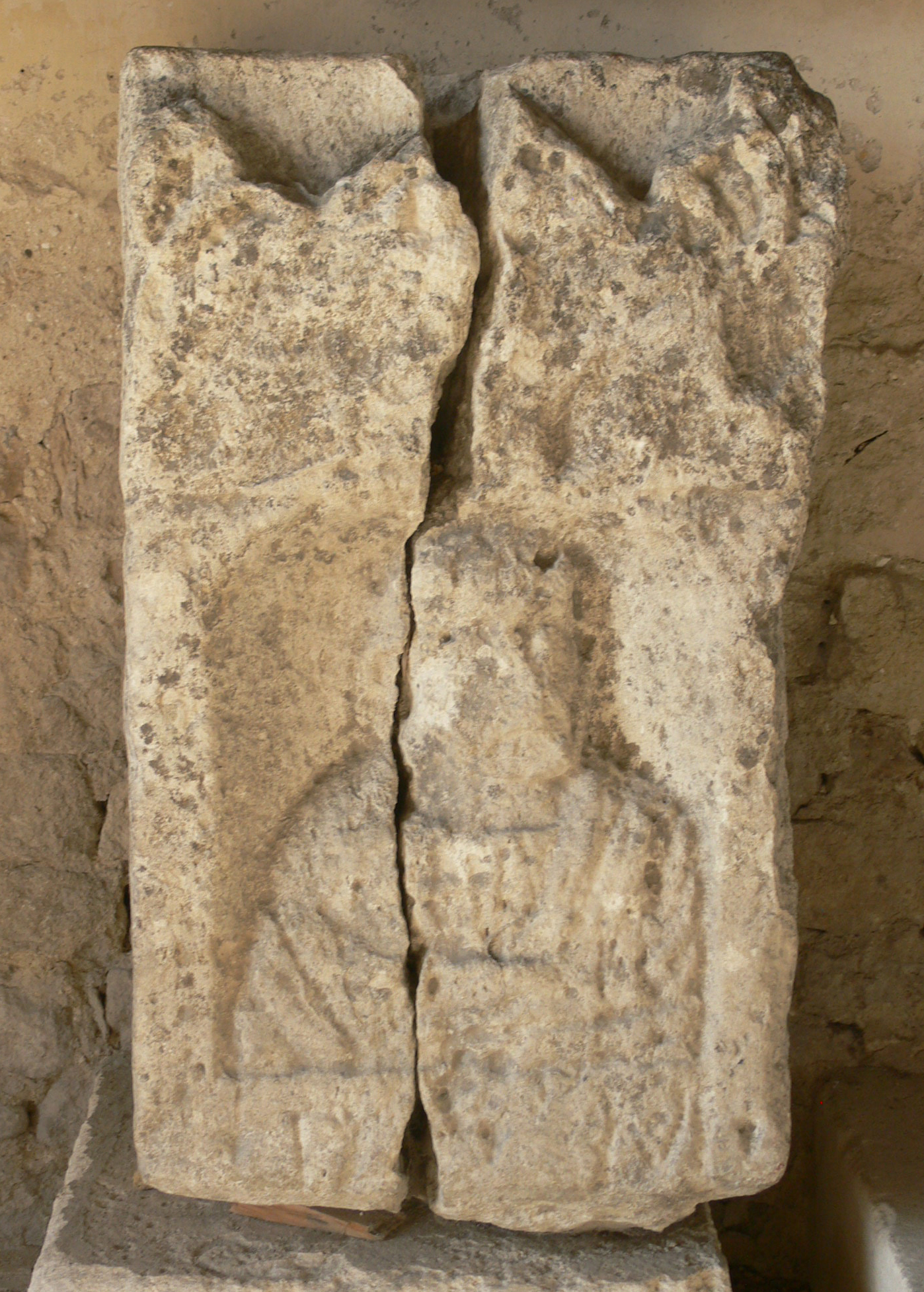
Römischer Grabstein

## Römische Funde
In der Kirche St-Michel de La Garde-Adhémar hat man zwei skulptierte Steine aus römischer Epoche ausgestellt, die beide im benachbarten Val des Nymphes (Tal der Nymphen) entdeckt worden sind, in dem heute noch die Überreste des Prieuré du Val des Nymphes gut erhalten sind.
Einer mit verbreiterter Basis und Oberseite ist offensichtlich die Stele eines Votivaltars, dessen lateinische Inschrift: „Matris / Nymphis/ […]o[…]o/ernus / Poly[ca]rpus / u(otum) s(oluit) [l(ibens)] m(erito).“ auf eine Widmung „Zu den Müttern und den Nymphen“ hindeutet.
Der zweite soll ein römischer Grabstein sein, dessen lateinische Inschrift so entziffert wurde: „D(iis) M(anibus) /[…]“.